# 殺人を無罪にする方法
殺人を無罪にする方法（さつじんをむざいにするほうほう、How to Get Away with Murder）は、2014年から2020年までABCチャンネルで放送されたアメリカ合衆国の法廷ドラマである。

## 概要
主人公のアナリーズ・キーティングは架空の著名な大学フィラデルフィアのミドルトン大学ロースクール（モデル：フィラデルフィア大学）の刑事法の教授である。アナリーズは刑事裁判専門の現役の敏腕弁護士でもあり、裁判であらゆる策略を弄して被告の無罪を勝ち取る実践的な授業「殺人を無罪にする方法」を教える。優秀な5人の学生たち-ウェス・ギビンズ、コナー・ウォルシュ、ミカエラ・プラット、アッシャー・ミルストーン、ローレル・カスティーリョ-を選抜して自らの弁護士事務所のインターン"キーティング5"として採用し、事務所の従業員フランク・デルフィノと同僚弁護士ボニー・ウィンターボトムとともにチームを結成して、担当した殺人事件で無罪を勝ち取るために戦う。だが彼らはやがて殺人事件に巻き込まれ、自分たちの無罪をも追求せざるを得なくなり、そのためにさらに罪を重ねる。
各シーズンの前半では次第に進む現在の時間軸と未来のフラッシュフォワードが交互に描かれ、後半では現在が未来に追いつく。
主演のヴィオラ・デイヴィスは本作でプライムタイム・エミー賞の主演女優賞を受賞している。
シーズン1は2014年9月25日から、シーズン2は2015年9月24日から、シーズン3は2016年9月22日から、シーズン4は2017年9月28日から、シーズン5は2018年9月27日から、最終シーズン6は2019年9月26日から放送されて終了した。
日本では、2015年からDlifeでシーズン1が放送され、シーズン2が2017年1月21日から放送された。シーズン3はデジタル配信及びDVDが2018年3月7日よりリリースされ、Dlifeでは同年4月21日から放送された。シーズン4は2019年5月4日からDlifeで放送された。なお、2020年3月31日をもってDlifeは閉局された。シーズン5は2020年12月14日にNetflixで日本初配信された。最終シーズン6は2021年12月14日にやはりNetflixで日本初配信された。
原題のget away with murderとは、好き勝手する、悪事を咎められずに逃げ延びる、悪いことをしても罰せられない等の意味の言い回し。

## あらすじ

### シーズン1のあらすじ
アナリーズとキーティング5が知り合い、共謀と隠ぺいにより結びつく。フラッシュバックで二つの殺人事件が描かれる。ミドルトン大学の学生でアナリーズの夫のサムの愛人であるライラ・スタンガードの殺人事件と、キーティング5によるサムの殺人事件である。
前半の9話では、フラッシュバックと現在が交わり、アナリーズがライラを殺したと信じている夫サムの死に至る出来事と、ウェス、コナー、ミカエラ、ローレルによる死体処理が描かれる。
後半の6話ではアナリーズがインターン達、直接にはウェスによるサムの殺人を隠蔽し、サムがライラを殺したことを立証しようとする。また、ライラの死につながった出来事が描かれる。シーズン1の最後に、ライラを殺したのはフランクであることが明らかになり、レベッカが何者かに殺される。

### シーズン2のあらすじ
アナリーズとキーティング5がさらなる罪の隠ぺいにより結びつきを強め、アナリーズとフランク、ボニー、ウェスとの過去の因縁が明らかになる。アナリーズは富豪のハプストール夫妻の殺人事件の弁護を引き受けながら、検事補のシンクレアにサム殺人の件で追及されて、自分とキーティング5、そして恋人である警官のネイトを守る。
前半の9話では、アナリーズが撃たれる未来のフラッシュフォワードが現在と交わり、アナリーズはハプストール夫妻の二人の養子を弁護し、シンクレアに追い詰められたアッシャーは彼女を殺す。事件を偽装するためにアナリーズはウェスに自分を撃たせる。レベッカを殺したのはボニーであることが分かる。
後半の6話では現在と10年前の過去のフラッシュバックが描かれ、アナリーズとウェス、フランクそしてボニーとの因縁が明らかになる。10年前、アナリーズはかつてウェスの父親とされるウォレス・マホーニーにその息子チャールズの弁護を依頼されるが、ウォレスに背く結果となり、ウェスの母親は自殺する。ウォレスに買収されたフランクが、アナリーズの交通事故と死産を招いたことが分かる。シーズン最後に、現在のウェスは父親を目の前で射殺される。

### シーズン3のあらすじ
アナリーズが危機に追い込まれ、キーティング5の一人が死ぬ。
前半の8話では、アナリーズの自宅が燃えて誰かが死ぬ、数週間後の未来のフラッシュフォワードと現在が交わる。アナリーズはボランティアで学生に貧困者を弁護させる"リーガル・クリニック"を組織し、学生たちと共に種々の事件を担当する。ミカエラとアッシャー、ローレルとウェスが付き合う。フランクは姿を消し、アナリーズに送られた探偵と、ボニーを虐待した父親を殺す。さらにウォレスをも殺したことがわかる。学内ではアナリーズを殺人者と指弾するビラが貼られ、アナリーズは厳しい立場に置かれて酒に溺れる。レベッカの死体が発見されて検察と警察はアナリーズを捜査し、ウェスに免責を与えて証言を得ようとする。
後半の7話では、焼死したのはウェスと分かり、アナリーズは放火と殺人容疑で逮捕される。ローレルはウェスの子を宿している。アナリーズの死産を招いた罪悪感に苦しむフランクは戻り、罪を被って犯人だと名乗り出る。ネイトは地方検事局に勤める。アナリーズはレベッカとサム殺しをウェスに着せて自分とフランクの訴追を逃れる。ウェスを殺したのはローレルの父親の手下のドミニクであることが視聴者に示される。

### シーズン4のあらすじ
アナリーズは集団訴訟で州政府と戦い、ローレルはウェスの復讐と子の養育権を求めて富豪の父親と戦う。
前半7話では、ローレルの胎児が失われ、流血事件が起きる数か月先の未来と現在が交わる。アナリーズは家を失い、アルコール中毒で停止された弁護士資格を、ロア博士のセラピーを受ける条件で回復する。一人でやり直すためにキーティング4とボニーを解雇する。公選弁護人の不手際による長年の誤審の再審を求めて州を相手取る集団訴訟を試み、地方検事局に勤めるボニーと対立する。キーティング4は成績不振とアナリーズの悪評判により就職活動で苦労する。コナーは退学する。ローレルは保有会社の株式公開を控えた父ホルヘがスキャンダルを嫌って殺人事件容疑者のウェスを殺させたと疑い、カプラン&ゴールド弁護士事務所のティーガンに仕えるインターンとなったミカエラの協力を得て調べる。
後半8話では、二つの時間線が交わる。キーティング4はサイモンに罪を着せてローレルの父の会社のデータを盗むが、銃の暴発でサイモンは負傷し昏睡状態となる。ローレルは早産して子の親権を父親に奪われる。ウェス殺しにはローレルの母親サンドリーヌも絡むことが分かる。ボニー、フランク、ネイトは再びアナリーズに協力し始める。ホルヘに協力していた地方検事のデンバーはデータを隠したために殺される。サンドリーヌは行方不明になる。アナリーズはホルヘからローレルの子を取り戻し、ティーガンに密告させてホルヘの逮捕を仕組む。ミカエラは意識を取り戻したサイモンを、違法移民として通報する。コナーは復学する。アナリーズは殺人罪で服役中であるネイトの父親らを原告に加え、連邦最高裁で集団訴訟に勝ち再審の権利を得る。

### シーズン5のあらすじ
アナリーズは集団訴訟で勝ち取った再審を州に対して戦い州知事と対立する。サムの息子ガブリエルが父の死の真相を求める。ローレルの父ホルヘがアナリーズへの復讐を企て州知事と共謀する。
前半7話では、何者かが死ぬことになるコナーとオリバーの結婚式の夜と、現在が交わる。アナリーズは州を相手にした再審のために資金と人手を必要とし、ホルヘの件で痛手を被ったカプラン&ゴールド弁護士事務所に加わる。その資金を使い学生たちが再審に参加する特別クリニックを運営し、コナー、ローレル、ミカエラが加わる。外れたアッシャーは地方検事局のインターンとなる。州知事は、冤罪被害者たちを救済するプロジェクトを始めてアナリーズを勧誘し一時は事務所から引き離す。だが原告の一人であるネイトの父が殺され、州知事の策謀を疑うアナリーズは事務所に戻る。フランクは転入生のガブリエルを怪しんで調べる。ボニーはデンバーが何をつかんでいたかを知るため、後任の地方検事ミラーに接近する。ミラーはボニーを愛し、求婚の準備をする。フランクとネイトの調べで、ボニーは自分の子が姉に盗み出されていたことを知る。
後半8話では、二つの時間線が交わる。結婚式の夜、ネイトは州知事とミラーが組んで父を殺したと疑い、ミラーを殴り倒し、裏切りに怒ったボニーがとどめを刺す。フランクは、ガブリエルがサムの息子であることを知りアナリーズに話す。ガブリエルは父サムの死の真相を知りたいだけだという。FBIはミラーの失踪でネイトを疑い、アナリーズたちは、ミラーと州知事のつながりをFBIに知らせ、ミラー殺しの嫌疑を州知事に向ける。州知事は証拠を捏造して嫌疑をクロフォードに向け逮捕させる。ティーガンはホルヘを密告したことを告白してホルヘの策略を訴え、クロフォードを釈放させる。ローレルの兄ザビエルが州知事と組み、アナリーズとクロフォードを陥れるためにネイトの父を殺させたことが明らかになり、ローレルは父ホルヘの策謀を疑う。アナリーズはネイトとボニーの心の平和のためにミラーの無実を隠す。ローレルと息子クリストファーが失踪する。

### シーズン6のあらすじ
アナリーズはサム殺しを疑うFBI、さらに再審請求やミラー殺しをめぐって敵対する州知事とザビエルに追い詰められる。
前半9話では、アナリーズが死を偽装して失踪し、何者かが殺され、アナリーズの葬儀が行われる未来と、現在が交わる。クロフォードは毒殺され、アナリーズらは州知事とザビエルが犯人だと信じる。ローレルは息子とともに失踪している。ローレルを探すフランクはザビエルに痛めつけられる。FBIはサム殺しの共謀容疑でアナリーズを追及し、ガブリエルやその母ヴィヴィアン、さらにアッシャーをスパイにする。ミカエラは、実の父がアナリーズの旧知の弁護士で実業家のソロモンであることを知る。ネイトは父の不法死亡を追及し、ボニーおよびティーガンを弁護士として民事訴訟を起こす。アナリーズは、ボニーとネイトが無実のミラーを殺したことで苦しまないよう、フランクに頼んで訴訟を再三妨害する。アナリーズはFBI、州知事、ザビエルを恐れ、ソロモンに紹介されたサービスを使って失踪する。FBIへの密告を告白したアッシャーは何者かに殺され、コナーとミカエラがFBIに逮捕される。
後半6話では、二つの時間線が交わる。コナーとミカエラはFBIに数々の容疑で脅され、アナリーズの数々の罪について偽証する代わりに司法取引で軽い刑を約束される。アナリーズはメキシコに逃げるも逮捕される。連邦検察に訴追されるが、痴呆症の母の介護を理由に自宅監禁となり、ティーガンの協力を得て自分を弁護する。罪状明細書を開示させて、キーティング2とネイトが裏切ってFBIに協力していることを知る。FBIはアナリーズに死刑を求刑し、キーティング2は動揺して裏切りをアナリーズに告白する。FBI捜査官ポロックがアッシャーを殺したことが分かり、フランクはポロックと接触したザビエルを監禁する。ネイトは父の復讐にザビエルを殺す。ヴィヴィアンはサムと近親相姦の間柄だった姉ハンナがFBIの裏にいるとアナリーズに教え、アナリーズはフランクが二人の子であることを知る。アナリーズの裁判が始まり、ミカエラとコナーはアナリーズの殺人共謀罪を偽証し、ローレルはFBIによる偽証の強要を証言する。アナリーズは近親相姦の事実を利用してハンナを弁護側の証人にしようとするが、ハンナは死に、州知事の仕業と疑われる。ネイトは巨額の和解金を提示されるも、証言台でアナリーズの罪を否定し、アナリーズは無罪となる。だが裁判所前でフランクが知事を射殺し、フランクとボニーも死ぬ。
数十年後、アナリーズの葬式にはコナー、ローレル、オリバーらが出席する。ローレルとウェスの息子クリストファーはミドルトン大学の教授となり、アナリーズの講義を引き継ぐ。

## キャスト

### 主要キャスト
| 役名                     | 俳優                     | 吹き替え   | 役柄 |
| ------------------------ | ------------------------ | ---------- | --- |
| アナリーズ・キーティング | ヴィオラ・デイヴィス     | 五十嵐麗   | ミドルトン大学のロースクールの教授で著名な弁護士。アンナ・メイとして生まれる。                                                      |
| ウェス・ギビンズ         | アルフレッド・イーノック | 新垣樽助   | インターン学生"キーティング5"の一人の黒人男性。補欠合格でロースクールに入学(S1-S4)                                                  |
| コナー・ウォルシュ       | ジャック・ファラヒー     | 平川大輔   | インターン学生"キーティング5"の一人の白人男性。ナルシストで同性愛者                                                                 |
| ミカエラ・プラット       | アヤ・ナオミ・キング     | 近藤唯     | インターン学生"キーティング5"の一人の黒人女性。上昇志向が強い。                                                                     |
| アッシャー・ミルストーン | マット・マクゴリー       | 小田柿悠太 | インターン学生"キーティング5"の一人の白人男性。連邦判事の息子で裕福に育つ                                                           |
| ローレル・カスティーリョ | カーラ・ソウザ           | 浅野真澄   | インターン学生"キーティング5"の一人の裕福なメキシコ系アメリカ人。フランクと関係を持つ。ウェスとの間に子をなす。(S6ではリカーリング) |
| レベッカ・サッター       | ケイティー・フィンドレイ | 豊口めぐみ | ウェスの隣人。21歳。ミドルトン大学近くのバーで働いている。ドラッグの売人で逮捕歴がある(S1)                                          |
| フランク・デルフィノ     | チャーリー・ウェバー     | 花輪英司   | アナリーズの弁護士事務所の従業員。ローレル、ボニーと関係を持つ。                                                                    |
| ボニー・ウィンターボトム | ライザ・ウェイル         | 小林未沙   | アナリーズの弁護士事務所のアソシエイト弁護士。フランク、アッシャーと関係を持つ。後に地方検事補(S4-)。                               |
| ネイト・レイヒ           | ビリー・ブラウン         | 楠大典     | 地元警察の刑事でアナリーズの愛人、後に警官(S2)、後に地方検事局勤務(S3-)                                                             |
| オリバー・ハンプトン     | コンラッド・リカモラ     | 祐仙勇     | 広告代理店のIT部門社員のちに自営。コナーの同性の恋人 (S3よりメイン)                                                                 |
| ティーガン・プライス     | アミラー・ヴァン         | 野一祐子   | カプラン&ゴールド弁護士事務所の優秀な黒人弁護士でミカエラの指導者 (S5-よりメイン)                                                   |
| ガブリエル・マドックス   | ローム・フリン           | 森田了介   | ミドルトンに転学しアナリーズの授業を取る学生(S5-)                                                                                   |
| エメット・クロフォード   | ティモシー・ハットン     | 田中完     | カプラン&ゴールド弁護士事務所のパートナー(S5)                                                                                       |

### その他のキャスト
| 役名                         | 俳優                         | 吹き替え                      | 役柄                                                                                      |
| ---------------------------- | ---------------------------- | ----------------------------- | ----------------------------------------------------------------------------------------- |
| サム・キーティング           | トム・ヴェリカ               | 星野充昭                      | アナリーズの夫で心理学の教授                                                              |
| ライラ・スタンガード         | メーガン・ウェスト           | 中田沙奈枝                    | ミドルトン大学の学生。21歳。サムの教え子で愛人。グリフィンの恋人 (S1)                     |
| グリフィン・オライリー       | レニー・プラット             |                               | アメリカン・フットボールのスター選手でライラの恋人(S1)                                    |
| カン                         | アルジュン・グプタ           |                               | ローレルの恋人。法律扶助の仕事をしている (S1)                                             |
| ウェンディ・パークス         | アリシア・ライナー           | 大津愛理                      | アナリーズに敵対する検事 (S1)                                                             |
| エイデン・ウォーカー         | エリオット・ナイト           |                               | ミカエラの婚約者。ニューヨーク市長の秘書 (S1)                                             |
| メアリー・ウォーカー         | リン・ウィットフィールド     |                               | エイデンの母。夫婦で会社を興し、一代で財産を築いたやり手。ミカエラを快く思っていない (S1) |
| クレア・ブライス             | エイプリル・D・パーカー      |                               | 地元警察の刑事 (S1)                                                                       |
| ハンナ・キーティング         | マーシャ・ゲイ・ハーデン     |                               | 心理学者でサムの姉 (S1, S6)                                                               |
| オフィーリア・ハークネス     | シシリー・タイソン           | 真山亜子                      | アナリーズの母                                                                            |
| ケイレブ・ハプストール       | ケンドリック・サンプソン     | 内野孝聡                      | 養父母殺人の容疑者、キャサリンの兄 (S2)                                                   |
| キャサリン・ハプストール     | エイミー・オクダ             | 下山田綾華                    | 養父母殺人の容疑者、ケイレブの妹 (S2)                                                     |
| ヘレナ・ハプストール         | ジョーン・マクマートリー     | 高梨愛                        | キャサリン、ケイレブの養父の妹 (S2)                                                       |
| フィリップ・ジェッサップ     | ジェファーソン・ホワイト     | 小林親弘                      | ヘレナの私生児、実は兄との間の近親相姦の子 (S2)                                           |
| エミリー・シンクレア         | サラ・バーンズ               | 植竹香菜                      | アナリーズに敵対するハプストール事件担当の地方検事補 (S2)                                 |
| トッド・デンバー             | ベニート・マルティネス       | 佐々健太                      | 地方検事補のちに地方検事 (S2-S4)                                                          |
| イブ・ロスロ                 | ファムケ・ヤンセン           | 本田貴子                      | 冤罪専門の弁護士でアナリーズの学友かつ元恋人 (S2、S5)                                     |
| ローズ・エドモンド           | ケルシー・スコット           | 根本圭子                      | ウェスの母、10年前に死亡 (S2)                                                             |
| ウォレス・マホーニー         | アダム・アーキン             | 川田紳司(12話) 田原正治(13話) | 10年前にアナリーズに息子の弁護を依頼した富豪 (S2)                                         |
| ソラヤ・ハーグローヴ         | ローレン・ヴェレス           |                               | ミドルトン大学学長 (S3-)                                                                  |
| メギー・トラヴァース         | コービン・リード             | 石井未紗                      | ウェスのガールフレンドで医学生 (S3)                                                       |
| サイモン・ドレイク           | ベーザド・ダブ               | 今村一誌洋                    | アナリーズのクラスの学生でパキスタン出身の不法移民 (S3-S4)                                |
| ルネー・アトウッド           | ミローナ・ジャクソン         |                               | デンバーと共にアナリーズを追及する地方検事補 (S3)                                         |
| チャールズ・マホーニー       | ウィルソン・べセル           | 坪井智浩                      | ウォレスの息子 (S3)                                                                       |
| ドミニク                     | ニコラス・ゴンザレス         |                               | ローレルの父親ホルヘの手下 (S3-S4)                                                        |
| ホルヘ・カスティーリョ       | イーサイ・モラレス           |                               | ローレルの父親 (S1,S3-S4,S6)                                                              |
| アイザック・ロア             | ジミー・スミッツ             |                               | セラピスト(S4)                                                                            |
| ジャクリーン・ロア           | キャスリン・アーブ           |                               | アイザックの元妻でセラピスト(S4)                                                          |
| サンドリーヌ・カスティーリョ | ロリータ・ダヴィドヴィッチ   |                               | ローレルの母親(S4)                                                                        |
| ネイト・レイヒ・シニア       | グリン・ターマン             |                               | ネイトの父親で殺人罪による服役囚(S4-S5)                                                   |
| ロナルド・ミラー             | ジョン・ヘンズリー           |                               | 地方検事補、のちに地方検事(S4-S5)                                                         |
| オリヴィア・ポープ           | ケリー・ワシントン           |                               | 『スキャンダル 託された秘密』からのクロスオーバーキャラクター(S4)                         |
| リン・バークヘッド           | ローラ・イネス               |                               | ペンシルバニア州知事(S5-)                                                                 |
| ジュリー・ウィンターボトム   | エリザベス・モートン         |                               | ボニーの姉(S5)                                                                            |
| パム・ウォルシュ             | シンシア・スティーヴンソン   |                               | コナーの母(S5-)                                                                           |
| クレア・テレスコ             | メリンダ・ペイジ・ハミルトン |                               | FBI捜査官(S5)                                                                             |
| ジェフリー・サイクス         | Terrell Clayton              |                               | 刑務所長(S5)                                                                              |
| シーラ・ミラー               | テス・ハーパー               |                               | 地方検事ロン・ミラーの母親(S5-)                                                           |
| ザビエル・カスティーリョ     | ジェラルド・セラスコ         |                               | ローレルの兄(S5-)                                                                         |
| ヴィヴィアン・マドックス     | Marsha Stephanie Blake       |                               | サムの前妻、ガブリエルの母 (S6)                                                           |
| ソロモン・ヴィック           | Ray Campbell                 |                               | ミカエラの実父、弁護士で実業家 (S6)                                                       |
| ロバート                     | キャス・アンヴァー           |                               | カプラン&ゴールドの顧客のアプリ会社の顧問弁護士 (S6)                                      |
| クロエ・ミルストーン         | Kelen Coleman                |                               | アッシャーの姉 (S6)                                                                       |
| コーラ・ダンカン             | Mercedes Mason               |                               | ティーガンの妻で国土安全保障省の高官 (S6)                                                 |
| ランフォード                 | William R. Moses             |                               | FBI捜査官 (S6)                                                                            |
| ポロック                     | Deborah Levin                |                               | FBI捜査官 (S6)                                                                            |

## シリーズ概要
| シーズン | シーズン | エピソード | 合衆国初回放送日 | 合衆国初回放送日 |
| シーズン | シーズン | エピソード | 第一話           | 最終話           |
| -------- | -------- | ---------- | ---------------- | ---------------- |
|          | 1        | 15         | 2014年9月25日    | 2015年2月26日    |
|          | 2        | 15         | 2015年9月26日    | 2016年3月17日    |
|          | 3        | 15         | 2016年9月21日    | 2017年2月23日    |
|          | 4        | 15         | 2017年9月28日    | 2018年3月15日    |
|          | 5        | 15         | 2018年9月27日    | 2019年2月28日    |
|          | 6        | 15         | 2019年9月26日    | 2020年5月14日    |

## エピソード

### シーズン1 (2014–15)
| 通算 話数 | シーズン 話数 | タイトル                               | 監督                       | 脚本                                   | 放送日         | U.S.視聴者数 (百万人) |
| --- | ------------- | -------------------------------------- | -------------------------- | -------------------------------------- | -------------- | --------------------- |
| 1 | 1             | "無敗の弁護士" "Pilot"                 | Michael Offer              | ピーター・ノーウォーク                 | 2014年9月25日  | 14.12                 |
| 刑事専門の弁護士で刑事法の教授であるアナリーズ・キーティングは優秀な学生を選抜して、自分の事務所のインターン"キーティング5"とする。アナリーズが弁護する被告女性は、アレルギーがあることを知りながら愛人にアスピリンを与えたとして、殺人未遂罪に問われていた。コナーは裁判で役に立つところを見せる。ウェスは、アナリーズが夫のサムに隠れて不貞を働いているところを目撃する。何カ月も行方不明だった学生ライラの死体が、女子寮の貯水槽で発見される。サムと一緒にこのニュースを見ている時、アナリーズは「ボーイフレンドの仕業に決まっている」という。 三か月後のフラッシュフォワードで、アナリーズの学生であるウェス、コナー、ローレル、ミカエラはキーティング家の死体をどう処理すべきか言い争い、警察に見つかりそうになる。コインを投げて、森で死体を焼却するのが最善だと決める。死体はサムであることが分かる。 |               |                                        |                            |                                        |                |                       |
| 2 | 2             | "性格証人" "It's All Her Fault"        | Bill D'Elia                | ピーター・ノーウォーク                 | 2014年10月2日  | 11.94                 |
| アナリーズは妻殺害の件で起訴された億万長者(スティーヴン・ウェバー)を弁護している。コナーは裁判のために恋人のIT技術者オリバーとの夕食をすっぽかすが、関係を修復しようとする。被告の娘が、父親は前妻である自分の母を同じやり方で殺したと暴露して裁判はひっくり返る。グリフィンとレベッカがライラ殺人事件で逮捕される。アナリーズは、サムがライラの死に関わっていた疑いを深める。ローレルは、フランクに関しての助言をボニーに求める。 二か月半後のフラッシュフォワードで、死体を始末するための買い物をする間、ウェスが何者かと電話をする。後にウェスはモーテルの部屋で隣人のレベッカと会う。 |               |                                        |                            |                                        |                |                       |
| 3 | 3             | "洗脳" "Smile, or Go to Jail"          | Randy Zisk                 | Rob Fresco                             | 2014年10月9日  | 10.81                 |
| アナリーズは公園での性交で逮捕された主婦の弁護をするが、釈放後に殺人罪で裁判にかけられる。ウェスは、ライラの殺人容疑をかけられたレベッカを救おうとする。ミカエラは、婚約者がかつてボーディングスクールでコナーと同性愛関係があったことを知る。ネイトは、ライラが殺された夜のサムのアリバイの不成立を発見するが、アナリーズには隠す。裁判中の主婦が逃走したため、裁判は延期となる。 フラッシュフォワードで、コナー、ウェス、ミカエラ、ローレルは死体を始末しようとするがアリバイが必要であることに気付き、かがり火の集まりで写真を撮る。森を出ようとするとき、ミカエラは婚約指輪をなくしたことに気づく。 |               |                                        |                            |                                        |                |                       |
| 4 | 4             | "証言録取" "Let's Get to Scooping"     | ローラ・イネス             | Erika Green Swafford                   | 2014年10月16日 | 9.79                  |
| アナリーズはインサイダー取引で告発された友人の弁護を引き受ける。レベッカがライラ殺人を自白したのはウェスのせいであることが分かり、ウェスはレベッカの裁判に関わることを禁じられる。コナーは調査のために別の男と寝て、オリバーを真に愛していることに気付くが、浮気に怒ったオリバーに冷たくされる。ボニーはレベッカの自白が強要された証拠を見つける。ウェスはレベッカを説得してライラの電話の中身にアクセスし、サムの陰部の写真を見つける。 フラッシュフォワードで、サムが殺された後、ミカエラがパニックに陥る中、殺人現場にアッシャーが現れる。死体処理後、コナーはオリバーの部屋に行くが、自分が何をしてしまったのかを悟って気を動転させる。 |               |                                        |                            |                                        |                |                       |
| 5 | 5             | "陪審選定" "We're Not Friends"         | Mike Listo                 | Tracey A. Bellomo                      | 2014年10月23日 | 9.97                  |
| アナリーズは家庭内暴力を働く父親を殺した少年の弁護を引き受ける。アナリーズはライラとの関係についてサムを問い詰める。心理検査のためと称してレベッカを家に呼び、ライラの相手がサムである事を知っているか探るが、レベッカは壁紙がライラの携帯電話の写真と同じ事に気づいて逃げる。ボニーはアナリーズとサムの争いに気づく。 フラッシュフォワードで、4人の学生は凶器をキーティング家に戻そうとする。ローレルはフランクからの電話に出てアリバイを強化する。ミカエラが動転して何も出来なくなったため、ローレルはフランクのもとに行って助けを求める。 |               |                                        |                            |                                        |                |                       |
| 6 | 6             | "人身保護令状" "Freakin' Whack-a-Mole" | Bill D'Elia                | Michael Foley                          | 2014年10月30日 | 8.68                  |
| アナリーズは20年前に判決を受けた死刑囚の再審の機会を得る。ウェスがクラスに来なくなったため、フランクがレベッカを探すことを条件にウェスをチームに戻す。アナリーズは州最高裁で、証人が買収された可能性を指摘して釈放を勝ち取る。アナリーズはフランクに頼んでライラの電話をグリフィンの車に隠させ、グリフィンの逮捕を招く。 フラッシュフォワードで、アッシャーはトロフィーが盗まれたことに気づき、インターン仲間を疑ってキーティング家に来る。 |               |                                        |                            |                                        |                |                       |
| 7 | 7             | "専門家証人" "He Deserved to Die"      | エリック・ストルツ         | Warren Hsu Leonard                     | 2014年11月6日  | 9.18                  |
| グリフィンの弁護団はマスコミにリークしてレベッカの印象を貶め、裁判所が発表禁止命令を出す。ミカエラは仕事の面接ではなく婚前契約書の件で法律事務所に呼ばれる。グリフィンの弁護団は、ライラの死体を掘り出して再検視を求める。検察側は再検視を防ぐために密かにアナリーズに協力した後に裏切り、グリフィン側と司法取引をしたことがわかる。レベッカは発表禁止命令を破って司法取引を壊すが、再検視が行われる。ライラの首の傷は蟻の噛み痕とわかりレベッカは有利となるが、ライラが妊娠6週目であったこともわかる。 フラッシュフォワードで、ウェスは血のついたレベッカの体を洗う。レベッカは、ライラ殺人でどうせ刑務所に行くのだからサム殺人の罪も引き受けたいと言う。 |               |                                        |                            |                                        |                |                       |
| 8 | 8             | "DNA鑑定" "He Has a Wife"              | Debbie Allen               | Doug Stockstill                        | 2014年11月13日 | 9.25                  |
| アナリーズは、睡眠薬の影響下で夢遊病状態になり乳母を殺した女性の弁護を引き受ける。ミカエラは、将来の義母と婚姻契約について話し合う。ローレルはフランクと親しくなるが、ガールフレンドがいると知る。サムはライラの妊娠を知っていたことを秘密にするようボニーに頼むが、ボニーはアナリーズに告白する。ウェスは、レベッカを助けているネイトがアナリーズの不倫相手であると言い、二人は言い争う。レベッカは、キーティング家に忍び込んでサムとライラの不倫の証拠を手に入れようとする。ミカエラはアッシャーの家からトロフィーを盗む。アナリーズは、ライラの胎児の父親を突き止めるため、サムを含む、ライラ周辺のすべての男性のDNA鑑定を依頼する。 フラッシュバックで、ライラはレベッカに、サムと寝ていると話し、携帯の写真を見せる。ライラが殺された夜、サムに別れると言われたライラはキーティング家に行き、不倫を暴露しようとする。 |               |                                        |                            |                                        |                |                       |
| 9 | 9             | "死の真相" "Kill Me, Kill Me, Kill Me" | スティーヴン・ウィリアムズ | Michael Foley & Erika Green Swafford   | 2014年11月20日 | 9.82                  |
| サムの死までの出来事が明らかになる。サムはアナリーズと言い争った後で酔っ払い、アナリーズは家を出る。レベッカはキーティング家に忍び込んでサムのPCの情報を盗み、自分の容疑を晴らそうとする。ウェスはレベッカを追って、コナーとローレルと一緒にキーティング家に向かう。ミカエラがアッシャーから盗んだトロフィーを返しにキーティング家に来てサムと出くわす。サムはレベッカが忍び込んだことに気付き、二階まで追いかけて争いになる。そこにウェスの一行が着き、レベッカを守ろうとしたミカエラはサムを一階に突き落としてしまう。サムが死んだと思いこみ、ウェス、レベッカ、ミカエラ、コナーそしてローレルは次にとるべき行動を話しあう。サムは起き上ってレベッカを襲い、ウェスはトロフィーでサムを殴って殺す。一同は森の中に逃げるが、戻ってサムの遺体を処理し証拠を隠滅すべきだと一致する。ウェスは凶器のトロフィーを取りにキーティング家に戻る。 サムと言い争ったアナリーズはネイトのもとに行き、ライラの妊娠やDNA検査の事でサムと言い争ったことを話し、容疑者となったサムが逃げるかもしれないと言い、二人は愛を交わす。その後アナリーズはサムに電話をして伝言を残し、言い争いを後悔し今でも愛していると言い、やり直すために家に戻って来てくれと懇願する。ボニーはアッシャーの家に行きベッドを共にする。学生たちはサムの遺体を森の中に運び、かがり火で燃やした後で、ゴミ袋に分けて詰め、ゴミ収集箱に投げ入れて去る。ウェスがトロフィーを取りに行った時のフラッシュバックで、アナリーズが机の後ろに座っており、サムの殺人を知っていることが分かる。 |               |                                        |                            |                                        |                |                       |
| 10 | 10            | "起訴取り下げ" "Hello Raskolnikov"     | Michael Offer              | Marcus Dalzine                         | 2015年1月29日  | 9.18                  |
| アナリーズはサムの失踪届を出し、ライラ殺しの容疑から逃げたように見せかける。ウェス、ローレル、コナー、ミカエラは、アナリーズがサム殺しの件で何を知っているのか、なぜ自分たちを助けようとしているのか不安になる。ライラ殺しの裁判で、アナリーズは疑惑をサムに向けることに成功し、レベッカは起訴取り下げとなる。コナーとミカエラは自首してウェスにサム殺しの罪を着せることを考える。ローレルにも話し、仲間にならないと罪を着せると脅す。だがローレルはウェスとアナリーズに暴露する。アナリーズは、自首しても事態は悪化するだけだと言う。学生たちに向かい、常に彼らを守ると誓い、自分を信用しなければならないと言う。フランクには、実際には何が起きたのか告げる。サムの姉で心理学者のハンナが現れ、サムがライラを殺したはずはないと警察に話す。 |               |                                        |                            |                                        |                |                       |
| 11 | 11            | "司法取引" "Best Christmas Ever"       | マイケル・ケイトルマン     | Tracy A. Bellomo & Warren Hsu Leonard  | 2015年2月5日   | 8.34                  |
| サムの姉のハンナはサムを探す。アナリーズはハンナを避け、ジャッキー・ウィルソンの事件に集中する。ジャッキーは夫の暴力を受け、夫はさらに二人の女性を地下室に閉じ込めて暴力をふるっている。インターンの5人はジャッキーの弁護をすることに抵抗を覚えるが、アナリーズとボニーはジャッキーのために司法取引をまとめようとする。ローレルは、コナーの車に物証が残っているので事件を隠蔽できるか心配だとフランクに言う。そこでコナーがオリバーと過ごしている間、フランクは車を盗んで破壊する。ジャッキーが必ずしも潔白とは言えず、監禁された女性の産んだ嬰児を盗みだしたことが分かる。アナリーズは弁護から降り、ジャッキーは長い刑期を受けることになる。ハンナはアナリーズを尾行し、サムの蒸発の真相を言えと迫る。アナリーズはサムとライラの情事について警察に嘘をついたと認めるが、サムの居所は知らないと言い、ハンナは答えに満足したように見える。サムの死体の一部がコナーの捨てたごみ箱で発見される。 フラッシュバックで、クリスマス休暇の間、登場人物の多くが殺人の記憶に苦しみ異常なふるまいをする。アナリーズはホテルの部屋に閉じこもり大量のウォッカを毎日飲む。ウェスはたびたび悪夢で目が覚める。コナーはオリバーから離れられない。ミカエラは婚約者に結婚式を延期される。ローレルは実家から追い出される。 |               |                                        |                            |                                        |                |                       |
| 12 | 12            | "捜索令状" "She's a Murderer"          | Bill D'Elia                | Erika Harrison                         | 2015年2月12日  | 8.44                  |
| サムの遺体の一部が発見されて、警察はアナリーズの関与を疑い、ハンナはアナリーズが犯人だと主張する。フランクは、警察が電話を盗聴しているのでアナリーズには連絡するなとローレル、ウェス、ミカエラ、コナーに伝える。ハンナは、アナリーズがかつて殺してやるとサムに言ったことを証言し、キートン家が捜索されるが何も発見されない。殺人容疑者となりながらも、アナリーズは事件の依頼を受け、大学の講義を続ける。ボニーは、4人の学生たちがサムを殺したことを知っており、4人をかばうと破滅するかもしれないとアナリーズに言う。警察はウェスが外したサムの指輪を森の中で発見し、アナリーズを尋問する。アナリーズの依頼でフランクがネイトの家に侵入し、指紋をグラスから写し取って指輪につけたことが明らかになる。警察はサム殺人の件でネイトを逮捕し、4人は動揺する。アナリーズは自分たちを守ろうとしてくれていると、ミカエラは言う。アナリーズは罪の意識に苦しみ、母親に助けを求める。 |               |                                        |                            |                                        |                |                       |
| 13 | 13            | "母の告白" "Mama's Here Now"           | Mike Listo                 | Erika Green Swafford & Doug Stockstill | 2015年2月19日  | 8.86                  |
| アナリーズの母がやって来て、サムの死への関与について問いただす。子供のころアナリーズがおじクライドにレイプされ、アナリーズには知らせずに母が家に放火して自分の兄弟を殺したことが明らかになる。一方、5人の学生とボニーは、患者に鎮痛剤を与えてレイプした容疑がかけられた看護婦の弁護を引き受ける。患者はゲイであり恋人である病院の弁護士と示談金をだまし取ろうとしていたことが分かり、ボニーは裁判に勝つ。一方、アッシャーを除く4人はネイトの裁判に関心を寄せる。ミカエラはアナリーズに、人種差別が裁判の争点になると言う。コナーとオリバーは再び付き合い始める。ボニーは初めて裁判に勝った後、アッシャーと寝る。ボニーは、サムに起きたことを知っていたことで、フランクに激怒する。アナリーズは、電話番号を記したメモをネイトに渡す。ウェスはレベッカが、前に自分の部屋に住んでいたルディーを逮捕させたことを知り、レベッカが自分にどこまで真実を話していたのか疑い始める。ウェスとローレルは精神病院に収容されたルディーを訪ねる。レベッカの写真を見せると、ルディーは"濡れている"と答える。貯水槽に捨てられたライラの遺体のことだとわかる。レベッカがウェスの居場所を携帯電話のGPSで追跡しているところでエピソードは終わる。 |               |                                        |                            |                                        |                |                       |
| 14 | 14            | "無罪答弁" "The Night Lila Died"       | ローラ・イネス             | Michael Foley                          | 2015年2月26日  | 9.00                  |
| ウェスとローレルはレベッカがライラを殺したのではないかと疑い始め、後にミカエラとコナーにも打ち明ける。コナーとオリバーは性病検査のために病院に行く。アナリーズは、少年を性的虐待した神父を別の神父が殺した案件を引き受ける。神父は有罪答弁を翻す。だが愛する女性が証言台に立つと、神父は故殺罪ではなく第一級殺人罪の有罪答弁を決意する。アナリーズはフランクを使って、ネイトが保釈されるように牢内で襲わせるが、保釈が却下され独房に収容されて失敗する。ウェスとローレルはレベッカの精神鑑定結果と警察の報告書を再読する。アナリーズは判事が交代させられるよう仕向け、ネイトは保釈される。 フラッシュバックで、ライラが殺された8月29日にライラとレベッカが言い争ったことがわかる。ライラはレベッカを責め、友達ではいたくないと言う。ライラはグリフィンのもとに戻ろうとするが、レベッカはグリフィンがライラにはふさわしくないと言う。ルディーは自分の部屋で争いを聞きつけ、様子を見に外へ出るが、レベッカは構うなと怒鳴りつける。後にレベッカとグリフィンはパーティーで会ってライラのことを話し、キスをする。二人はグリフィンの部屋に行き、レベッカはグリフィンの電話からパーティーに来るようライラにメールを送り、ライラはやって来てレベッカとグリフィンがセックスをしているところを見る。ライラはレベッカに襲いかかりグリフィンが割って入る。ライラは二度とレベッカにもグリフィンにも会わないと叫ぶが、レベッカはほくそ笑む。 レベッカが帰宅するとそこにはウェス、コナー、ミカエラそしてローレルがいて、ライラを殺したのか尋問する。レベッカは答えを拒否して、サム殺しの件を警察に通報すると脅す。4人はアナリーズを呼びだすが、レベッカを縛り猿ぐつわをしてバスルームに閉じ込めていることがわかる。 |               |                                        |                            |                                        |                |                       |
| 15 | 15            | "真犯人" "It's All My Fault"           | Bill D'Elia                | ピーター・ノーウォーク                 | 2015年2月26日  | 9.00                  |
| アナリーズは自宅で、ウェス、ミカエラ、ローレル、コナーの4人に模擬裁判をさせ、レベッカがライラを殺した証拠を提示させる。レベッカはライラの死体を見つけて、自分に容疑がかけられないように一緒に貯水槽に隠れたが、殺してはいないとウェスに納得させる。アナリーズは容疑不十分と認め、地下室に閉じ込めたレベッカを解放しに行くが、何者かが既に解放している。ミカエラはバーで酔い、ローレルは自分がずっとミカエラの婚約指輪をもっていたと打ち明ける。コナーが帰ると、オリバーがHIVテストで陽性とわかり泣いている。アナリーズは残ったウェスに、サムがライラを殺したと言い聞かせる。ウェスが去った後、アナリーズは地下室でフランクに会い、階段の下で見つかったレベッカの死体をどうするか話し合う。二人とも自分は殺してないと言い、相手を疑っている。 フラッシュバックで、ライラが殺された夜、彼女はアナリーズの家に行きサムとの関係を打ち明けようとするが、ボニーに追い返される。その後ライラはサムと寮の屋上で会う。サムはアナリーズと離婚すると言い、それまで待ってくれとライラに言う。だが直後にサムはフランクに電話をし、以前の貸しを持ち出してライラを殺させ死体を隠させる。レベッカが死体を見つけ、人が通りかかったために一緒に貯水槽に隠れる。 |               |                                        |                            |                                        |                |                       |

### シーズン2 (2015–16)
| 通算 話数 | シーズン 話数 | タイトル                                             | 監督                       | 脚本                                 | 放送日         | U.S.視聴者数 (百万人) |
| --- | ------------- | ---------------------------------------------------- | -------------------------- | ------------------------------------ | -------------- | --------------------- |
| 16 | 1             | "前に進む時" "It's Time to Move On"                  | Bill D'Elia                | ピーター・ノーウォーク               | 2015年9月24日  | 8.38                  |
| アナリーズとフランクは誰がレベッカを殺したのか訝り、ウェスとローレルを疑う。アナリーズは裕福なハプストール夫妻殺しの容疑がその養子のケイレブとキャサリンにかけられた事件を引き受ける。目撃者の義理の叔母ヘレナは法廷で証言した直後に殺される。アナリーズは元恋人のイブ・ロスロにネイトの弁護を依頼する。ミカエラはレベッカがメールを送った相手"EGGS911"に接触を試みる。コナーはHIV陽性とわかったオリバーの部屋に引っ越す。アナリーズを守るためにボニーがレベッカを殺したことが分かる。 2カ月後、ハプストール邸で銃声が聞こえてウェスが逃げ出し、アナリーズは血の海に沈む。 |               |                                                      |                            |                                      |                |                       |
| 17 | 2             | "消えゆく命" "She's Dying"                           | Rob Hardy                  | Erika Green Swafford                 | 2015年10月1日  | 7.53                  |
| 義理の叔母ヘレナの殺害容疑がケイレブにかけられるが、オリバーが警察の証拠ねつ造を暴いて嫌疑は晴れる。サム殺人に関するネイトの予備審問ではシンクレア検事補の追及をアナリーズに向けさせることでネイトの裁判を回避する。シンクレアはハプストール裁判の担当になる。 二か月後、ウェスは外でミカエラとローレルに会い、三人は重傷を負ったアナリーズを見捨て、ハプストール邸からコナーを連れ出す。シンクレアの死体もまた床に横たわる。 |               |                                                      |                            |                                      |                |                       |
| 18 | 3             | "危険なパーティーの結末" "It's Called the Octopus"   | John Terlesky              | Joe Fazzio                           | 2015年10月8日  | 7.22                  |
| アナリーズは殺人罪に問われたセックスクラブの経営者の弁護を引き受ける。ハプストール兄妹が恋愛関係にある疑惑が浮上する。アッシャーがシンクレアのためにアナリーズをスパイする。ウェスはミカエラの新しいボーフレンドのリーバイが、レベッカと同じ家庭の養子であったと知る。アナリーズはネイトが警官に復職できるようはからう。 7週間後、瀕死で横たわるアナリーズはネイトの電話に出ようとする。ネイトがパトロールカーに4人の学生を乗せて逃げる。 |               |                                                      |                            |                                      |                |                       |
| 19 | 4             | "ガールズクラブの掟" "Skanks Get Shanked"            | スティーヴン・ウィリアムズ | アンジェラ・ロビンソン               | 2015年10月15日 | 6.81                  |
| アナリーズは女子高校生達が同級生を殺した事件を担当する。アナリーズをケイレブとキャサリンの間に肉体関係があったかミカエラに確認させる。ネイトの重病の妻はアナリーズに安楽死を願う。ネイト、ウェス、そしてリーバイはレベッカに何が起きたのか調べる。 4週間後、警察が現場に到着し救急車が瀕死のアナリーズを搬送する。ミカエラはネイトのパトロールカーから降り、自宅でケイレブに会う。 |               |                                                      |                            |                                      |                |                       |
| 20 | 5             | "ボニーの秘密" "Meet Bonnie"                         | Stephen Cragg              | Sarah L. Thompson                    | 2015年10月22日 | 6.95                  |
| アッシャーはシンクレアに弱みを握られ、サム殺しに関してアナリーズと他の学生たちに不利な証言をするよう司法取引を持ち掛けられて迷う。ボニーはアナリーズを庇ってサム殺しの罪をかぶろうとし、アナリーズはアッシャーを翻意させるため、ボニーの忌まわしい過去を見せる。フランクはリーバイに覚せい剤販売の容疑を着せて逮捕させる。 数週間後、ボニーとアッシャーはシンクレアの死後、ハプストール邸を逃げ出す。ボニーはシャワーで血を洗い流し、血の付いた衣服を始末する。アッシャーは警察に出頭する。 |               |                                                      |                            |                                      |                |                       |
| 21 | 6             | "ミルストーン家の悲劇" "Two Birds, One Millstone"    | Mike Listo                 | Michael Foley                        | 2015年10月29日 | 6.27                  |
| アッシャーは証言を思いとどまる。アナリーズは性転換をした教授が夫を殺した事件を引き受ける。ネイトは妻の安楽死を助ける。ローレルはフランクの家族に会う。アナリーズは教授の事件の捜査とシンクレア検事補の自分周辺の捜査を断念させるため、連邦判事であるアッシャーの父の腐敗の情報を地方検事に渡す。学生たちはハプストール事件の容疑者を探し、ヘレナ・ハプストールに隠し子のフィリップがいたことをオリバーが見つける。ウェスはレベッカが殺されたと疑い、アナリーズを問い詰める。 2週間後、アナリーズが運ばれた病院で、フランクは狼狽した様子を見せるが、一人になると冷静な様子を見せる。車の後部座席には意識を失ったキャサリンがいる。森に置き去りにされたキャサリンは、翌朝警察の前で目覚める。 |               |                                                      |                            |                                      |                |                       |
| 22 | 7             | "死ぬのはあなた" "I Want You to Die"                 | Kevin Bray                 | Warren Hsu Leonard                   | 2015年11月5日  | 6.49                  |
| アナリーズは前妻の夫を自殺に追い込んだとして起訴された男性の弁護を引き受ける。シンクレアがネイトを妻殺害で訴え、イブが無罪に導く。ボニーは、アッシャーがトロッター湖でのレイプ事件にかかわったことと、アナリーズが自分の忌まわしい過去をアッシャーに打ち明けたことで悩む。フィリップの件を調べたオリバーが家に戻るとそこにフィリップがいる。 4日後、ウェスとローレルはミカエラとコナーの話を立ち聞きする。家の外で、ウェスが二人に呼びかけた時、シンクレアが落下して死ぬ。建物の上にはボニーがいる。 |               |                                                      |                            |                                      |                |                       |
| 23 | 8             | "いとこのフィリップ" "Hi, I'm Philip"                | Jennifer Getzinger         | Tanya Saracho                        | 2015年11月12日 | 6.71                  |
| オリバーとフィリップがアナリーズの家に現れ、自分は殺人犯ではないという。フランクはスーツケースの大金を使ってフィリップのDNAを検査させ、殺人現場にあったものと99.4%一致することを発見する。ハプストール兄妹はこれを知って有罪を認める司法取引を取りやめる。フィリップのDNAは近親相姦を示し、ヘレナとその兄でハプストール兄妹の養父の間の子であることが分かる。キャサリンとフィリップが知り合いであったことが分かり、ケイレブはキャサリンの部屋で見つけた銃をミカエラに見せる。 |               |                                                      |                            |                                      |                |                       |
| 24 | 9             | "アナリーズの過ち" "What Did We Do?"                 | Bill D'Elia                | Michael Foley & Erika Green Swafford | 2015年11月19日 | 7.19                  |
| ミカエラ、コナー、そしてケイレブに銃を見せられたキャサリンは逃げ出す。アッシャーの父親は自殺する。シンクレアはフィリップの犯罪記録を偽造したとネイトを責める。ネイトはシンクレアを人種差別で訴える。シンクレアに父親を侮辱されたアッシャーは、シンクレアをひき殺してしまう。アナリーズはフランクにキャサリンを見つけさせ、シンクレア殺害の罪を着せようとする。ボニーとアッシャーに、シンクレアの死体をハプストール邸の屋根の上から投げ落とさせ、自殺に見せかける。そしてアナリーズはキャサリンに撃たれたと警察に通報した後、学生たちに自分の脚を撃つよう命じる。誰も撃とうとしないため、レベッカが死んだことをウェスに打ち明け、怒ったウェスはアナリーズの脚ではなく腹を撃つ。さらにウェスはアナリーズの顔を撃とうとするが、アナリーズがウェスの生まれた時の名前クリストフをささやくと思いとどまる。 フラッシュバックで、12才のウェスは自殺した母親の件で警察に尋問される。それを若き日のアナリーズとイブが見守る。 |               |                                                      |                            |                                      |                |                       |
| 25 | 10            | "アナリーズの錯乱" "What Happened to You, Annalise?" | ローラ・イネス             | J. C. Lee                            | 2016年2月11日  | 5.82                  |
| 数週間後、ボニーに付き添われたアナリーズは退院して家に戻る。アナリーズを撃ったウェスは良心の呵責に苦しむ。アナリーズは幼児の幻視を見始め、自分が撃たれた事件での証言にも困難をきたす。キャサリンはフィリップに薬を盛られてアナリーズを撃ったと証言する。アッシャーもシンクレアを殺したことに苦しみ、コナーとオリバーの部屋に泊まり込む。 フラッシュバックで、10年前の妊娠中のアナリーズはウェスの母親ローズに会う。 |               |                                                      |                            |                                      |                |                       |
| 26 | 11            | "癒しの司法" "She Hates Us"                          | Bill D'Elia                | Erika Harrison                       | 2016年2月18日  | 4.88                  |
| ウェスは不眠に悩み精神病院に入院させられるがアナリーズは助けようとしない。アナリーズは殺人容疑をかけられた少年ジェイソンを弁護する。被害者の母親は減刑を求め、実際にジェイソンが殺人を犯したことが分かるが、極刑は逃れる。ウェスの入院を知った学生たちはアナリーズの仕事を拒否する。ウェスは退院する。フランクはライラを殺したとローレルに告白する。 フラッシュバックで、アナリーズはつわりで苦しむ。彼女の下で働き始めたフランクとボニーが描かれる。アナリーズは殺人容疑をかけられたチャールズ・マホーニーを弁護し、ローズと話す。 |               |                                                      |                            |                                      |                |                       |
| 27 | 12            | "脅迫メールの罠" "It's a Trap"                       | Mike Listo                 | Joe Fazzio & Tanya Saracho           | 2016年2月25日  | 4.86                  |
| フィリップはハプストール邸でシンクレアの自殺を偽装した夜のビデオを送ってよこし、100万ドルを要求する。ウェスとローレルはローズの死について調べるためにオハイオに行く。ボニーや学生たちは犯罪が暴露されることを覚悟し、コナーは一緒にカリフォルニア州に行こうとオリバーを誘う。アナリーズが期限までに支払わなかったため、フィリップは前夜のアナリーズとネイトを映したビデオを送ってよこし、スパイし続けていることを示す。 フラッシュバックで、アナリーズはチャールズ・マホーニーを弁護するためにフランクと共にオハイオに飛ぶ。婚約者が殺された夜のチャールズのアリバイを証言するはずのローズが法廷から逃げたため、アナリーズは解雇されそうになる。 |               |                                                      |                            |                                      |                |                       |
| 28 | 13            | "ローズの真実" "Something Bad Happened"              | Zetna Fuentes              | Michael Foley & Warren Hsu Leonard   | 2016年3月3日   | 4.53                  |
| ウェスは自分が母親を殺したと疑い、記憶を取り戻そうと精神科医を訪ねる。アナリーズはデンバー検事補にフィリップからのメールを渡して捜索を助け、引き換えに自分と学生たちのシンクレア事件における免責を求める。ローレルとフランクは別れ、二人の会話を聞いたボニーはフランクがライラを殺したことを知る。ウェスは母親のことを尋ねるためニューヨークでイブに会う。アナリーズがウェスの部屋を訪ねると、隠れていたフィリップに襲われる。 フラッシュバックで、ハイチ出身のローズは不法滞在の疑いで入国管理局に連行され、アナリーズの頼みでイブが弁護を担当する。チャールズの父ウォレスがウェスの身を脅かしたため、ローズはウェスの世話を頼んだ後、アナリーズの目の前で自殺する。アナリーズが逃げ出すとウェスが部屋に入って瀕死の母を見つけ、警察に連絡する。 |               |                                                      |                            |                                      |                |                       |
| 29 | 14            | "すべての発端" "There's My Baby"                     | スティーヴン・ウィリアムズ | J.C. Lee & Erika Harrison            | 2016年3月10日  | 4.80                  |
| アナリーズはフィリップから逃げる。ケイレブは行方不明となる。デンバー検事補はフィリップのビデオに映る全員を尋問し、後にアッシャーを呼び出して、最後にシンクレアの生存が確認された裁判所の駐車場で目撃されたことを追及する。アナリーズは酒に溺れ、ウェスにすべてを告白する。ミカエラとアッシャーは肉体関係を持つ。ボニーはフランクにライラを殺したことを知っていると話す。フランクにライラを殺させたのだろうと酔ったローレルに言われ、アナリーズは母オフェリアの家に逃げ込む。 フラッシュバックで、アナリーズとイブはウェスが尋問されるのを見守る。ウォレスがアナリーズの部屋を訪れ、アナリーズを脅す。アナリーズはウォレスがローズを脅して偽証させようとしていたこと、以前ローズをレイプしてウェス(クリストフ)を産ませたことを知っていると明かす。アナリーズはウォレスのことを通報しようと警察に向かうが、途中で交通事故に会い死産となる。 |               |                                                      |                            |                                      |                |                       |
| 30 | 15            | "ハプストール事件の結末" "Anna Mae"                  | Bill D'Elia                | ピーター・ノーウォーク               | 2016年3月17日  | 5.29                  |
| オフェリアはアナリーズのためにパーティーを開き、疎遠となっていたアナリーズの父親も来る。デンバーはアナリーズの逮捕状をとる。ローレルはウェスから父親がウォレスであることを聞き、フランクに教える。ネイトはメンフィスに行ってアナリーズの家族と会う。ケイレブがデンバーに会ってアナリーズを告発したことが分かる。翌朝ミドルトンに戻ったアナリーズはフィリップを連れてデンバーに会い、フィリップから渡されたUSBメモリーの証拠を渡し、ケイレブが連続殺人犯であったことを明らかにする。警察はケイレブを捜索するが、ケイレブは自殺する。オリバーはコナーがスタンフォード大学に転入を許されたことを隠し、大学に辞退を伝える。ボニーはフランクが10年前に犯した裏切りをアナリーズに伝える。ローレルはフランクの部屋を訪ねるが、フランクはスーツケースの大金とともに消えている。ウェスは初めて父ウォレスに面会するが、目の前でウォレスは狙撃されて死ぬ。 フラッシュバックで、フランクはバーで会った女から大金の詰まったスーツケースで買収され、アナリーズの部屋に盗聴器を仕掛ける。女はアナリーズの警察に通報する意図を知ってウォレスに連絡し、交通事故を仕組む。フランクはサムに裏切りを告白するが、アナリーズが自己嫌悪に落ちることを恐れるサムはアナリーズには黙っているよう脅す。 |               |                                                      |                            |                                      |                |                       |

### シーズン3 (2016-17)
| 通算 話数 | シーズン 話数 | タイトル                                            | 監督                  | 脚本                   | 放送日         | U.S.視聴者数 (百万人) |
| --- | ------------- | --------------------------------------------------- | --------------------- | ---------------------- | -------------- | --------------------- |
| 31 | 1             | "法学生の新年度" "We're Good People Now"            | Bill D'Elia           | ピーター・ノーウォーク | 2016年9月22日  | 5.11                  |
| フラッシュバックで、夏の間の学生たちが描かれる。父が殺された直後にウェスはアナリーズに拾われ、父のせいでアナリーズの流産を招いたフランクが犯人だと聞かされる。フランクは行方不明となる。父を亡くしたアッシャーは貧乏になる。コナーはオリバーを雇わないようアナリーズに頼む。酒酔い運転をしていたミカエラはアナリーズに救われる。 2年目の学期が始まり、アナリーズは貧しい被告のために弁護を引き受ける"リーガル・クリニック"を始める。キーティング5は成績の低下に苦しむ。何者かがアナリーズを人殺しと名指ししたポスターを貼って回る。最初の弁護で学生たちは敗訴する。オリバーはコナーのスタンフォード大学への転入を取り消したことを告白して、アナリーズに雇われる。コナーが怒らないのを見たオリバーは二人の関係が不健康であると考えて別れる。アナリーズに雇われてフランクを探していた探偵はフランクに殺される。 フラッシュフォワードで、二か月後アナリーズの家は燃え、死者が出る。 |               |                                                     |                       |                        |                |                       |
| 32 | 2             | "獄中の被害者" "There Are Worse Things Than Murder" | Zetna Fuentes         | アンジェラ・ロビンソン | 2016年9月29日  | 4.33                  |
| フランクは探偵を乗せた車の炎上事故を偽装する。クリニックは、家庭内暴力をふるわれた夫を殺した罪で22年間服役した女性の仮釈放を引き受ける。オリバーはアナリーズの仕事につくが、コナーとの関係は壊れる。アッシャーはミカエラと同棲する。アナリーズを人殺しと指弾するポスターはニュースとなり、大学はアナリーズを停職にしようとするが、アナリーズは断固拒否する。ローレルはフランクを愛しているとボニーに告白する。 フラッシュフォワードで、燃えた自宅の前でアナリーズは警察に確保され、密かにオリバーに携帯電話を渡してデータの消去を頼むが、直後に逮捕される。 |               |                                                     |                       |                        |                |                       |
| 33 | 3             | "放置された遺体" "Always Bet Black"                 | Stephen Cragg         | Joe Fazzio             | 2016年10月6日  | 4.40                  |
| アナリーズのクリニックはセックス殺人事件を担当する。アナリーズに頼まれて、ローレルはマイアミに父を訪ねてフランクの居場所を探してもらう。フランクがローレルに電話をする。ローレルはフランクの居場所を教えてもらえなかったと、アナリーズに嘘をつく。 6週間後のフラッシュフォワードで、オリバーはアナリーズの電話のデータを消し、ボニーの助けでアナリーズの家の火災現場に置く。消防士が、家の中で生存者を見つける。 |               |                                                     |                       |                        |                |                       |
| 34 | 4             | "ボニーの決心" "Don't Tell Annalise"                | Kevin Rodney Sullivan | Erika Green Swafford   | 2016年10月13日 | 4.00                  |
| クリニックはクレジットカード詐欺容疑をかけられた少年を弁護する。アナリーズが被告を平手打ちするビデオを大学の評議員が査問委員会に送り、アナリーズは弁護士資格が停止されるが、アルコール中毒のリハビリテーションを受ける約束をして資格を回復する。アナリーズはイブに、自分の息子はフランクに殺されたと打ち明ける。アナリーズと喧嘩をしたネイトは、副地方検事のアトウッドと一夜を過ごす。フランクは刑務所に潜入し、子供時代のボニーを虐待した父親を殺す。 4週間後のフラッシュフォワードで、ボニーは燃え落ちた家に生存者がいたと拘置中のアナリーズに伝える。研修医のメギーは、生存者が妊娠中のローレルであることを知る。 |               |                                                     |                       |                        |                |                       |
| 35 | 5             | "フランクの過去" "It's About Frank"                 | Jann Turner           | J. C. Lee              | 2016年10月20日 | 4.29                  |
| 11年前のフラッシュバックで、13才の時に父親を殺そうとした罪で服役し、出所を嫌がるフランクはサムとアナリーズに出会う。 ボニーは父の遺体に対面し、父を殺したフランクに感謝する。フランクはウォレス・マホーニー殺しを認める。フランクは一緒にアナリーズから逃げようと誘うが、ボニーは断る。二人はセックスをするが、翌朝フランクはいなくなっている。アナリーズは禁酒会に出席し、学長のハーグローヴを見かける。サムの思い出が次々と蘇り、アナリーズは飲酒を再開しウェスに介抱される。オリバーは、アナリーズを糾弾するポスターを作ったのがクリニックの学生のサイモンであることを発見する。これを知らされたアナリーズはポスターの件を十分に調査しなかったとハーグローヴを脅迫し、自分の教職の地位を復活させる。ウェスは、自分の複雑すぎる人生を考慮してメギーと別れることを考える。ローレルはフランクに刺客を送ったとアナリーズを責める。 3週間後のフラッシュフォワードで、病院にいるボニーとオリバーはローレルの容体を知る。ボニーは何者かに電話でローレルの容体を教える。オリバーはコナーに電話するが、ミカエラの養母が応答する。焼死者は男性であると報じられる。 |               |                                                     |                       |                        |                |                       |
| 36 | 6             | "女性兵士の罪" "Is Someone Really Dead?"            | Sharat Raju           | Fernanda Coppel        | 2016年10月27日 | 4.07                  |
| クリニックは殺人未遂容疑をかけられた元女性兵士を弁護する。ニューヨーク市警察はウェスを父の殺人事件の参考人として探す。オリバーは新しいボーイフレンドのトーマスを見つける。ウェスはメギーと別れ、ローレルと寝る。フランクはウォレスの息子チャールズに父の殺人の濡れ衣を着せる。 3週間後のフラッシュフォワードで、火事でアッシャーが死んだのではないかと心配したミカエラは寮に行き、パーティーを楽しむアッシャーを見つける。 |               |                                                     |                       |                        |                |                       |
| 37 | 7             | "母の直感" "Call It Mother's Intuition"             | Michael Smith         | Erika Harrison         | 2016年11月3日  | 4.08                  |
| クリニックは、母親に対する殺人未遂で告発された3人の子供を弁護する。チャールズにはアリバイが見つかる。オリバーはHIV陽性をトーマスに告白して拒否され、コナーとよりを戻す。フランクはフィラデルフィアに戻り、ローレルとウェスが寝ているのを見た後ボニーにも拒否され、行き場を無くして再びローレルのもとに来る。 2週間後のフラッシュバックで、アナリーズには殺人と放火容疑がかけられる。警察は匿名の証人がいると言う。ローレルは意識を取り戻してウェスの名を紙に書きメギーに見せる。ウェスはアナリーズを訴追するための刑事免責を提示される。 |               |                                                     |                       |                        |                |                       |
| 38 | 8             | "帰ってきた男" "No More Blood"                      | Jet Wilkinson         | Morenike Balogun       | 2016年11月10日 | 4.32                  |
| アナリーズは家に来れば殺すとフランクを脅すが、チャールズのアリバイを崩すための調査を依頼する。フランクは、マホーニー事件で10年前に大金を渡された女がアリバイ証人であることを知る。ボニーとフランクが通話記録をでっち上げて女の証言の信頼性を崩す。ハーグローブは離婚争いで子供の親権を失いそうになり、アナリーズに相談する。コナーとオリバーは再び言い争う。フランクはアナリーズの家を訪ね、目の前で自殺しようとする。 1週間後のフラッシュフォワードで、アッシャー、ミカエラ、オリバーはボニーを問い詰める。コナーはトーマスと寝ている。 |               |                                                     |                       |                        |                |                       |
| 39 | 9             | "死者の正体" "Who's Dead?"                          | Bill D'Elia           | Michael Foley          | 2016年11月17日 | 4.95                  |
| "現在"と"キーティング家の火事のフラッシュフォワード"が交わる。アナリーズのクラスでは中間試験が行われ、パスした学生たちは羽目をはずす。地方検事局がアナリーズを捜査するためにネイトを雇ったことが分かり、アナリーズは酒に溺れる。ボニーは自首して罪を被るようフランクを説得する。ウェスは警察に呼ばれてレベッカの死体が見つかったと知らされ、アナリーズを訴追するための刑事免責を提示される。アナリーズはオリバーに頼みごとをし、キーティング5を家に呼ぶ。だがアッシャーは酔いつぶれ、ミカエラは養母との間の問題を抱え、コナーはトーマスと寝ていたため、ローレルだけがキーティング家に来る。ネイトもまたキーティング家に来る。爆発が起きてキーティング家は炎上する。アナリーズは逮捕され、誰かが死に、ローレルは病院に運ばれる。ネイトは死体安置所で死者がウェスであることを確認した後、ウェスは火事の前に既に死んでいたと拘置されたアナリーズに言う。 フラッシュバックで、ウェスはアナリーズのメッセージを聞いて警察から抜け出す。 |               |                                                     |                       |                        |                |                       |
| 40 | 10            | "残された仲間" "We're Bad People"                   | Jennifer Getzinger    | Sarah L. Thompson      | 2017年1月26日  | 5.41                  |
| ローレルは警察に、爆発が起きる直前に地下で何か音がしたと語る。ローレルを見舞ったコナーはウェスを侮辱し、中絶を勧め、怒ったアッシャーに殴られる。法廷で検察側の秘密証人がウェスだったことが明らかにされて、アナリーズの保釈は却下される。フランクが警察に出頭する。 フラッシュバックで、警察を抜け出したウェスはフランクの車に乗る。 |               |                                                     |                       |                        |                |                       |
| 41 | 11            | "自白の真相" "Not Everything's About Annalise"      | Nicole Rubio          | Abby Ajayi             | 2017年2月2日   | 4.69                  |
| ローレルの妊娠を知ったフランクは、警察でウェス殺しを自白する。ローレルはフランクの嘘を知りながら、それに沿った供述をする。フランクは起訴されるが、警察はアナリーズを共犯者として拘置し続ける。 フラッシュバックで、フランクとウェスはローレル、アナリーズ、レベッカ殺人について言い争う。ウェスは車を降りて警察に戻ろうとするが、フランクはボニーに頼まれてウェスの後を追う。 |               |                                                     |                       |                        |                |                       |
| 42 | 12            | "涙の葬儀" "Go Cry Somewhere Else"                  | Cherie Nowlan         | Daniel Robinson        | 2017年2月9日   | 4.92                  |
| ボニーは法廷でアナリーズとフランクの裁判を分離するよう主張するが失敗する。キーティング4はウェスの追悼式に出る。ローレルは死体安置所でウェスの死体を見ようとするが、死体は消えている。傍聴に来たアナリーズの母オフィーリアは痴呆症の症状を見せる。拘置所を出て母親を助けようと決心したアナリーズは、他の拘置者の暴力を誘発して保釈される。ネイトはデンバーとアトウッドから、ウェスの死体を移動させる書類に自分のサインがあると知らされる。 フラッシュバックで、ボニーは警察がウェスを尋問する理由を突き止めるようネイトに迫る。ウェスを見失ったとフランクの電話がボニーに入る。ウェスはクリストフを名乗り、何者かに緊急事態を伝える。アナリーズの家に来たウェスはネイトに会う。 |               |                                                     |                       |                        |                |                       |
| 43 | 13            | "仲間たちの疑惑" "It's War"                         | Hanelle Culpepper     | Brendan Kelly          | 2017年2月16日  | 4.66                  |
| ネイトはアトウッドにはめられたと考え、火事の夜にアナリーズの家でウェスに会ったにもかかわらず、殺人を止められなかったことを悔やむ。ローレルは私立探偵を雇って、DNA検査でウェスが親族であるとマホーニー家が知っていたことをつかみ、マホーニー家がウェスを殺したと疑う。コナーはアナリーズを疑い続ける。オリバーはアナリーズの携帯電話のデータを調べ、トーマスと話して、コナーが火事の夜にアナリーズの家にいたことを知る。アナリーズは学長のハーグローブもアトウッドの手の内にあると知る。フランクはウェスの遺体が消えたことを法廷で持ち出し、ネイトと関係のあったアトウッドは自分の通信記録を提出せざるを得なくなる。ネイトではなくアトウッドがウェスの遺体を隠して火葬にし、再解剖を不可能にしていたことが分かる。 フラッシュバックで、ネイトはアナリーズを信頼しないようウェスを説得しようとするが、何度も彼女に助けられたウェスは拒否する。ネイトはウェスをアナリーズ家に残して去る。後にコナーはウェスに人工呼吸を施している。 |               |                                                     |                       |                        |                |                       |
| 44 | 14            | "謎の発信者" "He Made a Terrible Mistake"           | Jet Wilkinson         | Joe Fazzio             | 2017年2月23日  | 4.92                  |
| コナーはアナリーズの家の地下室で脈のないウェスを見つけ、人工呼吸をして骨の折れる音を聞いたことを皆に告白する。チャールズ・マホーニーは釈放される。デンバーはフランクにアナリーズを殺人犯と証言する司法取引を持ち掛け、拒否すればフランクとローレルを共に起訴すると脅す。ローレルがコナーの代わりにウェスの骨折を証言し、骨折に言及のない解剖報告の信ぴょう性を貶めようとする。だがデンバーは、ローレルがかつて父親のために偽証した証拠を持ち出して、彼女の証言の信ぴょう性を貶める。裁判官は起訴却下の請求を却下し、アナリーズは正式に裁判にかけられることになる。ウェスが死んだ日と遺体が移動させられた日にアトウッドにかかってきた電話はデンバーであることが分かる。 フラッシュバックで、火事の夜にローレルはアナリーズの家に行き、地下室から誰かが逃げたのを見て、その時ガス爆発が起きる。外の車の中ではある男が火事を見守り、電話をかける。 |               |                                                     |                       |                        |                |                       |
| 45 | 15            | "ウェス" "Wes"                                      | Bill D'Elia           | ピーター・ノーウォーク | 2017年2月23日  | 4.92                  |
| デンバーはウェスを殺した男からウェスの携帯を受け取る。監禁したコナーに対し、アナリーズを告発する証言を含む司法取引を結ばないと、携帯をコナーの車から見つけたことにして罪を着せると言う。ウォレスの妻のシルビアはウェスがチャールズの息子だとアナリーズに認める。コナーは司法取引に応じず、逮捕を避けるために、オリバーがアナリーズの携帯のデータのコピーを持っているとデンバーに教える。警察が家宅捜索をしてデータを没収する。ローレルの抗議を無視して、アナリーズはウェスのメッセージを使ってサムとレベッカの殺人の罪をウェスに着せる。デンバーはアナリーズとフランクの訴追を取り下げ、コナーは解放される。ローレルはチャールズがウェスを殺したと信じて復讐を謀るが、ウェスを殺した犯人である、知人のドミニクに止められる。 フラッシュバックで、ネイトがアナリーズの家を去った後、ウェスはアナリーズに、自分がレベッカとサムを殺したと自白することを提案したメッセージを残す。ドミニクがウェスを襲って殺し、家に放火する。ドミニクはローレルの父親の手下であることが分かる。                                                                               |               |                                                     |                       |                        |                |                       |

### シーズン4 (2017-18)
| 通算 話数 | シーズン 話数 | タイトル                                                   | 監督             | 脚本                                 | 放送日         | U.S.視聴者数 (百万人) |
| --- | ------------- | ---------------------------------------------------------- | ---------------- | ------------------------------------ | -------------- | --------------------- |
| 46 | 1             | "それぞれの出発" "I'm Going Away"                          | Jet Wilkinson    | ピーター・ノーウォーク               | 2017年9月28日  | 3.96                  |
| アナリーズは実家に帰って痴呆症に冒された母親に会い、施設への入居を考える。アルコール中毒による弁護士資格の懲戒審問を受け、アイザック・ロア博士のセラピーを受ける条件で資格を回復する。ハンナの横やりで家の保険金が下りず、ホテルに滞在する。キーティング4とボニーを高級レストランに招き、推薦状を渡して解雇する。コナーはオリバーのプロポーズを断る。ローレルは出産すると決め、父ホルヘがウェスを殺させたと疑う。ボニーは地方検察局の仕事を得るためデンバーの面接を受ける。 3か月後のフラッシュフォワードで、フランクとロアは病院に急ぐ。ローレルは目覚め、胎児が失われたことを知る。 |               |                                                            |                  |                                      |                |                       |
| 47 | 2             | "奪われた人生" "I'm Not Her"                               | Paris Barclay    | Maya Goldsmith                       | 2017年10月5日  | 3.88                  |
| アナリーズはロアのセラピーを受けながら、拘置所で知り合ったジャスミンの弁護を無償で引き受けて勝訴する。ネイトは検事補になったボニーをアナリーズのスパイだと疑う。キーティング4は就職フェアで職を探すが、低い成績とアナリーズの悪評が障害となる。ミカエラだけはホルヘの会社を弁護するカプラン&ゴールド弁護士事務所で職を得る。ローレルは父に報復するためにミカエラの助けを求める。オリバーはIT会社を起こす。 2か月半後のフラッシュフォワードで、アナリーズはロアの電話に出ない。アナリーズのホテルの部屋に来たボニーは犯罪現場を見る。エレベーターには血の跡がある。 |               |                                                            |                  |                                      |                |                       |
| 48 | 3             | "大義のために" "It's for the Greater Good"                 | Nicole Rubio     | Erika Harrison                       | 2017年10月12日 | 3.88                  |
| アナリーズは冤罪と思われる被告の弁護を引き受け、ネイトやボニーと対立しながら勝訴する。ジャスミンが死亡する。ローレルは実習生となったミカエラに、父の会社のスパイを求める。コナーは退学し、父親とその同性の夫が会いに来る。ローレルは地方検事局の実習生となる。 2カ月後のフラッシュフォワードで、ロアは新生児室の前で動揺するミカエラに会う。 |               |                                                            |                  |                                      |                |                       |
| 49 | 4             | "集団訴訟" "Was She Ever Good at Her Job?"                 | Mike Smith       | Michael Russo                        | 2017年10月19日 | 3.56                  |
| アナリーズは長年の公選弁護人の不正を暴く集団訴訟のために資金が不足し、ミドルトン学長ハーグローブの離婚訴訟に加わってミカエラと上司のティーガンに協力する。デンバーはローレルを解雇したがるが、州司法長官を目指す彼にとって妊婦の解雇は傷になるとボニーが断念させる。ボニーはジュリーの偽名でロアの診療を受ける。コナーの実の父のジェフは息子との仲の修復を望む。 一月半後のフラッシュフォワードで、ボニーはロアに連絡を取ろうとするが、ロアはミカエラの動揺をなだめるのに忙しい。ボニーがカプラン&ゴールドに入ると血の海の中でオリバーが目撃者となっている。 |               |                                                            |                  |                                      |                |                       |
| 50 | 5             | "愛と憎しみ" "I Love Her"                                  | Lexi Alexander   | Sarah L. Thompson                    | 2017年10月26日 | 3.56                  |
| 2002年、ボニーが被害者となった婦女暴行事件でアナリーズは被告の議員を弁護する。アナリーズはボニーを尋問して勝訴したのち、弁護士事務所をやめてボニーに謝罪し、弁護士を目指すよう勧める。 現在、アナリーズはジャスミンの裁判で過誤を犯した公選弁護人に対する集団訴訟のため、囚人から原告を集める。ミカエラとオリバーはティーガンのPCに侵入し、カプラン&ゴールドの顧客であるローレルの父の会社アンタレスを調べる。アッシャーはミカエラを疑い始める。ローレルはフランクと関係を持ち、子供の父親を疑われて自己嫌悪に襲われる。ボニーは集団訴訟を進めるアナリーズの動きに気づき、司法取引を持ち掛けて原告の多くを離脱させる。ロアはジュリーがボニーであり、アナリーズとの関係に悩むことを知る。 2週間後のフラッシュフォワードで、容疑者のアッシャーは拘置牢の中で泣く。                            |               |                                                            |                  |                                      |                |                       |
| 51 | 6             | "セラピストの真実" "Stay Strong, Mama"                     | Cherie Nowlan    | Morenike Balogun                     | 2017年11月2日  | 3.56                  |
| デンバーは集団訴訟による多くの再審を避けるため、原告に圧力をかける。ボニーを集団訴訟の件から外す。アナリーズは原告の息子の記者会見を開いて反撃する。アナリーズは流産後の自殺未遂の体験をロアに語る。ロアはアナリーズが自分と似た体験をしたことに気づき、元妻ジャクリーンの助言を無視してアナリーズを他のセラピストに回そうとしない。ローレルは父からアンタレス社の株式公開の話を聞き、自分に関する疑惑をもみ消すためにウェスが殺されたと知る。アッシャーはミカエラが自分に隠れてローレル、オリバーとアンタレス社を調べていたことを知って出て行き、ボニーの家に来る。フランクはロースクールの試験で好成績をとり、ローレルに生まれる子のいい父親になると誓う。 1週間後のフラッシュフォワードで、ロアはアナリーズに連絡を取ろうとする。アナリーズはシャワーの中で血を洗い流す。                |               |                                                            |                  |                                      |                |                       |
| 52 | 7             | "崩壊への引き金" "Nobody Roots for Goliath"                | Nzingha Stewart  | Daniel Robinson                      | 2017年11月9日  | 3.71                  |
| 州司法長官はコナーを助手としたアナリーズによる集団訴訟を潰そうとし、アナリーズのアルコール依存症を攻撃する。ボニーは司法長官に協力する。アナリーズは次の司法長官選挙に出ようとするデンバーと組んでこれと戦い、集団訴訟は認められる。ロアの元妻でセラピストのジャクリーンがアナリーズに会い、娘を自殺で亡くしたロアがアナリーズに自分との類似性を見て苦しんでいるため、ロアとのセラピーを打ち切るよう頼む。アッシャーはオリバーとミカエラとローレルが秘密裏にウェスの復讐を企んでいることを知ってフランクにも打ち明けさせる。コナーはオリバーにプロポーズし、オリバーは他のキーティング3たちがウェスの復讐を謀っていることを教える。 2日後のフラッシュフォワードで、外科医たちが危篤の患者の手術をする。                                                                                     |               |                                                            |                  |                                      |                |                       |
| 53 | 8             | "緊迫と緊張" "Live. Live. Live."                           | Rob Hardy        | Joe Fazzio                           | 2017年11月16日 | 3.72                  |
| コナーを説得して仲間に加えたキーティング4とフランクとオリバーは、アンタレス社の株式公開を祝うパーティーの間にティーガンのカードを盗んで極秘データを手に入れ、サイモンに罪を着せようとする。サイモンはオリバーに好意を告白する。コナーはアナリーズに彼らの行動を告げる。サイモンはミカエラ、アッシャー、ローレルがデータを盗んだことを知るが、ローレルのバッグにあった銃を暴発させて自分を撃ってしまう。アッシャーは逮捕される。ローレルはハードディスクをもってアナリーズのホテルに向かうが、エレベーター内で出血して倒れる。アナリーズは胎児に心肺蘇生を試みる。そのころサイモンも心肺蘇生を試みられる。コナーとミカエラの通話をドミニクが立ち聞きする。 |               |                                                            |                  |                                      |                |                       |
| 54 | 9             | "父のたくらみ" "He's Dead"                                 | Jet Wilkinson    | Abby Ajayi                           | 2018年1月18日  | 3.80                  |
| ローレルと新生児は病院に運ばれ、アナリーズがコナーに事態を伝えるところをドミニクが盗み聞きする。コナーはボニーとネイトに助けを求める。ホルヘはローレルのドラッグ使用歴を捏造して孫の親権を奪う。アナリーズはロアにローレルを診断させて阻止しようとするが、ホルヘは孫を連れ去る。ミカエラとオリバーは尋問され、データの窃盗を試みたサイモンが銃を暴発させたと話す。ボニーはローレルとフランクとアナリーズに、ハードディスクが消えたと話す。ボニーとネイトの助けでアッシャーを釈放される。サイモンが生きていることがわかる。フランクはドミニクを殺し、彼の電話にあったウェスがアナリーズに残したメッセージを聞く。 |               |                                                            |                  |                                      |                |                       |
| 55 | 10            | "死者からのメッセージ" "Everything We Did Was for Nothing" | Jonathan Brown   | Matthew Cruz                         | 2018年1月25日  | 3.54                  |
| ローレルは強制入院から抜け出して息子を取り戻したがるが、薬物が早産の原因かもしれないと疑うアナリーズは躊躇して、ミカエラを付き添いにつける。アナリーズはコナー、オリバー、アッシャーに集団訴訟の準備をさせる。オリバーは昏睡状態のサイモンに対する罪の意識に苦しむ。ミカエラは、ローレルの早産がフランクともみ合ったせいだと聞いてアナリーズに話し、アナリーズはアイザックにローレルの診断を頼む。デンバーがホルヘに協力しているっことがわかる。フランクが持つドミニクの電話には、何者かが連絡し続ける。フランクは退院したローレルにウェスのメッセージを聞かせる。ローレルが呼び出しに応えると、ローレルの母親がかけてきたことがわかる。 |               |                                                            |                  |                                      |                |                       |
| 56 | 11            | "父娘の対決" "He's a Bad Father"                           | Marta Cunningham | Maya Goldsmith                       | 2018年2月1日   | 3.68                  |
| ローレルは母サンドリーヌに、ホルヘがドミニクを殺したと嘘をつき、サンドリーヌは親権審理で証言する。ロアも親権審理でローレルの健康状態を証言するが、ホルヘの弁護士はロアが自分の娘の死亡事件の容疑者であることを持ち出して証言を削除させ、ローレルは親権を失う。ネイトは殺人罪により服役中で、精神疾患を抱える自分の父親が集団訴訟の原告候補であることを知らせ、アナリーズと二人で面会に行き、訴訟に参加させる。フランクとボニーは、ウェスがサンドリーヌと会っていたことを知る。 |               |                                                            |                  |                                      |                |                       |
| 57 | 12            | "アイザックの過去" "Ask Him About Stella"                  | Stephen Cragg    | Tess Leibowitz                       | 2018年2月8日   | 3.26                  |
| ロアは娘の死の罪悪感から薬物に溺れる。ロアはアナリーズに、自分が中毒であった薬物を娘が過剰摂取して死んだことと、自分が娘の自殺を偽装したと告白する。ボニーはデンバーを脅してロアの訴追を断念させる。フランクはサンドリーヌを問い詰める。キーティング4は集団訴訟の準備を手伝う。だが訴訟は連邦最高裁に回されて棄却される。コナーはオリバーと婚約し、大学に戻ろうとする。ローレルに説得されたアナリーズは、『スキャンダル 託された秘密』のオリヴィア・ポープの助けを得ようとする。 |               |                                                            |                  |                                      |                |                       |
| 58 | 13            | "最強タッグ" "Lahey v. Commonwealth of Pennsylvania"       | Zetna Fuentes    | Morenike Balogun & Sarah L. Thompson | 2018年3月1日   | 4.14                  |
| アナリーズはオリヴィア・ポープの助けを得て連邦最高裁でペンシルバニア州を相手に集団訴訟を戦う。アナリーズの両親も公判を傍聴する。ミカエラと『スキャンダル 託された秘密』のマーカス・ウォーカーは州側の弁護団と判事の一人の接触を目撃する。公判直前、アナリーズはジャクリーンからロアが薬物過剰摂取で入院したと知らされてパニックになるが、オリヴィアに諭されて裁判に臨み、ネイトの父が原告席に座る。アナリーズは人種差別を争点とし、問題の判事の矛盾を指摘して公判は有利に運ぶ。フランクはウェスとサンドリーヌが接触していたことをローレルに打ち明ける。サイモンが意識を回復する。 |               |                                                            |                  |                                      |                |                       |
| 59 | 14            | "母のゆがんだ愛" "The Day Before He Died"                  | Scott Printz     | Joe Fazzio                           | 2018年3月8日   | 3.36                  |
| サイモンが覚醒し、アナリーズはオリバーに見舞いに行かせてサイモンの記憶がどれだけ戻ったかを探らせる。後にアナリーズはパキスタンからの違法移民であるサイモンに、ホルヘを告発すれば免責を得てアメリカに留まれると持ちかけて証言を止めさせる。アナリーズはロアを見舞う。アッシャーはミカエラの浮気を知ってなじる。ローレルは、母がウェスに自分との手切れ金を渡した録音を聞く。ローレルはデンバーに、彼とドミニクの通話の証拠を渡し、引き換えに母親の通話記録記録を得る。母を問い詰め、ウェスが警察に話そうとしていたことを、母が父に伝えたことを聞き出す。ボニーはデンバーがハードディスクを持っていることを知る。ネイトがアナリーズに、交通事故が起きたと連絡する。 |               |                                                            |                  |                                      |                |                       |
| 60 | 15            | "忘れ形見" "Nobody Else Is Dying"                          | Jet Wilkinson    | ピーター・ノーウォーク               | 2018年3月15日  | 3.83                  |
| 交通事故でデンバーが死ぬ。サンドリーヌは行方不明となる。ネイトはデンバーが隠し持っていたドミニクの電話、ハードディスク、そしてアナリーズらに関するファイルを手に入れる。だがハードディスクから簡単にはホルヘの不正の情報が得られない。サイモンがホルヘの告発者となり、免責を得て強制送還を逃れる計画は難しくなり、ミカエラは冷酷にサイモンを移民局に通報して逮捕させる。アナリーズはローレルに子の親権を返す代わりにハードディスクをホルヘに渡す。だが、密かにティーガンを説得してホルヘをFBIに密告させる。ホルヘはデンバー殺人を含む種々の容疑で逮捕される。コナーは大学に戻ろうとする。アナリーズは集団訴訟で再審を勝ち取る。ネイトはデンバーのファイルを読み、死んだはずのある子供が生きていると知る。ガブリエル・マドックスという若い男がミドルトン大学を志望し、フランクの注意を引く。 |               |                                                            |                  |                                      |                |                       |

### シーズン5 (2018-19)
| 通算 話数 | シーズン 話数 | タイトル                                                        | 監督               | 脚本                              | 放送日         | U.S.視聴者数 (百万人) |
| --- | ------------- | --------------------------------------------------------------- | ------------------ | --------------------------------- | -------------- | --------------------- |
| 61 | 1             | "覚悟しろ" "Your Funeral"                                       | Stephen Cragg      | ピーター・ノーウォーク            | 2018年9月27日  | 2.93                  |
| アナリーズは州を相手取った集団訴訟の再審に参加する特別クリニックを受け持ち、24人の学生を選別し、3年生となったコナー、ミカエラ、ローレル、そして転学してきた2年生のガブリエルが入るがアッシャーは外れる。アナリーズは州知事の妨害で弁護士事務所の選択に困るが、ティーガンの所属するカプラン&ゴールドのクロフォードがアナリーズを採用し、特別クラスに資金を出す。ボニーは地方検事候補のミラーに近づき、デンバーが何をつかんでいたか探る。ネイトはデンバーの残した証拠をもとに、ある女性と男児の親子関係の調査を続行する。オリバー、コナー、ミカエラ、ローレルは同じ家に同居する。フランクはガブリエルを疑って調べる。ローレルはフランクのプロポーズを断る。 3か月後のフラッシュフォワードで、コナーとオリバーが結婚式を挙げ、アナリーズはフランクを平手打ちにする。式場の外ではローレルの息子クリストファーが泣き、何者かが血だらけで倒れる。そこにボニーがやって来る。 |               |                                                                 |                    |                                   |                |                       |
| 62 | 2             | "誰の血なの" "Whose Blood Is That?"                             | Mike Smith         | Sarah L. Thompson                 | 2018年10月4日  | 3.02                  |
| アナリーズとミカエラは殺人罪に問われたロヒンギャ移民の裁判を始める。ローレルがクリニックの一員としてカプラン&ゴールドに出入りし、ティーガンは自分がホルヘを密告したことの露見を心配する。ローレルは失踪した母親が密告者だとクロフォードに話し、ティーガンは感謝のしるしにクリストファーを託児所に入れる。アッシャーは地方検事局で仕事を得る。フランクはガブリエルをレベッカの元の部屋に入れ、監視カメラで見張る。ネイトは、デンバーの調べていた男児が捨てられ保護されていたが、ボニーに似た女性に誘拐されたことを知る。 2か月半後のフラッシュフォワードで、ボニーはクリストファーを抱いて化粧室に急ぐ。ミカエラはボニーに、足に付いた血が誰の血か訊く。 |               |                                                                 |                    |                                   |                |                       |
| 63 | 3             | "赤ん坊は生きている" "The Baby Was Never Dead"                  | [Valerie Weiss     | Erika Harrison                    | 2018年10月11日 | 3.22                  |
| カプラン&ゴールドはアンタレスの件で損失を出し、アナリーズとクロフォードは事業パートナーの殺人罪で起訴された富裕なCEOの弁護を引き受けてミラーと対決する。CEOは妻が犯人であることを隠し、有罪となる。アッシャーはボニーと付き合っていたことをミラーに打ち明けるが、ミラーはボニーへの愛を確認する。州知事は再審の集団訴訟を妨害するため、裁判にたずさわる学生が翌日の法曹倫理試験に合格することを義務付ける。ティーガンはミカエラを嫌い続ける。フランクはガブリエルを調べて偽IDとハードディスクを見つける。ネイトは男児が誘拐された病院の看護婦から、誘拐犯がボニーだという証言を得る。だがアナリーズは、それはボニーの姉だと話す。 2か月後のフラッシュフォワードで、ボニーは足の血が自分のものだとミカエラに語る。結婚式で、顔に傷を負ったコナーが、オリバーはどこにいるか尋ねる。 |               |                                                                 |                    |                                   |                |                       |
| 64 | 4             | "彼女の子供" "It's Her Kid"                                     | Cherie Nowlan      | Maisha Closson                    | 2018年10月18日 | 2.74                  |
| アナリーズは学生たちを動員し、ネイトの父親の再審で心神喪失を認めさせようとする。ネイトは、仮に父親が無罪になっても精神病棟に収監されることに苦しむ。クロフォードは大口の法人契約を取ろうとし、ティーガンはミカエラが地道な作業をできるか試す。再審の次席弁護士に選ばれたコナーは復学にアナリーズの口添えがあったことを責め、ガブリエルが代わる。フランクがガブリエルを調べていることに気づいたオリバーは、ローレルとともに自分たちでも調査を始める。アナリーズはボニーに、デンバーの残した証拠とネイトの調査のことを打ち明け、ボニーの姉ジュリーとともに住む若い男がボニーの息子かもしれないと話す。 1か月半後のフラッシュフォワードで、ミカエラはネイトに電話を掛けるが、電話はボニーのもとにある。コナーとローレルはオリバーがいないことを心配し始める。アナリーズはアパートに帰り泣き崩れる。 |               |                                                                 |                    |                                   |                |                       |
| 65 | 5             | "人生最悪の日" "It Was the Worst Day of My Life"                | ローラ・イネス     | Michael Russo                     | 2018年10月25日 | 2.93                  |
| アナリーズは試行錯誤の末に、ネイトの父の無罪を勝ち取る。ボニーはミラーに、自分と姉がかつて父親に虐待を受け、死んだと思っていた子供が生きていると打ち明ける。ローレルはフランクがガブリエルをスパイしていることを知って問い詰める。ボニーは姉ジュリーの家に行く。 フラッシュフォワードで、オリバーを探して駐車場を見回るコナーは、アッシャーと自分の母親が一緒にいるところを目撃する。 |               |                                                                 |                    |                                   |                |                       |
| 66 | 6             | "きっと見つかる" "We Can Find Him"                              | Jonathan Brown     | Tess Leibowitz                    | 2018年11月1日  | 2.86                  |
| アナリーズの集団訴訟の標的となっていたバークヘッド知事はカプラン&ゴールドを辞職して囚人を減らす"州公正弁護プロジェクト"を指揮するようアナリーズを誘う。ジュリーはボニーの息子を父の命令で誘拐し売ったと告白するが、後に養家から盗み出して埋めたと語る。コナーとオリバーの母親たちが訪れ、オリバーはHIV感染者であることを告白する。ネイトはミラーに頼んで父親を療養施設に移送させようとする。アナリーズはネイトの父の恩赦と引き換えに知事の提案を受け入れるが、ネイトは刑務所で殺される。 1月後のフラッシュフォワードで、婚約指輪を手にしたミラーは結婚式場の外からボニーにショートメッセージを送る。 |               |                                                                 |                    |                                   |                |                       |
| 67 | 7             | "ダマされた" "I Got Played"                                     | Eric Laneuville    | Maya Goldsmith                    | 2018年11月8日  | 3.02                  |
| ネイトの父親の死は、襲われた刑務官による正当防衛だと断定される。知事は"州公正弁護プロジェクト"を中止し、アナリーズは知事が自分の集団訴訟を潰すためにカプラン&ゴールドから引き離したのちに彼を殺させたと疑う。ミラーが死因審問で刑務官を追究するも無駄に終わる。アナリーズは知事と戦うためにカプラン&ゴールドに戻ろうとし、ティーガンに頼んでクロフォードのロンドンでの不品行の情報を得る。クロフォードを脅す代わりに醜聞を解決してやると持ち掛ける。コナーはホモ嫌いの男と乱闘になる。ガブリエルはミカエラに接近しセックスをするが、これをローレルとフランクが監視カメラで見守り、ボニーも気づく。 結婚式の夜のフラッシュバックで、ボニーは何者かに、流血した犠牲者をその車で運んでくれと頼む。 |               |                                                                 |                    |                                   |                |                       |
| 68 | 8             | "死ぬまで愛し続けたい" "I Want to Love You Until the Day I Die" | Stephen Cragg      | Joe Fazzio                        | 2018年11月15日 | 3.13                  |
| 結婚式の日、ミカエラは刑務所長の通信記録をオリバーにハッキングしてもらってネイトに渡し、ネイトは父の死ぬ直前に所長がミラーから電話を受けていたと考える。ネイトはミラーが知事とグルになって父を殺したと決めつけ、式場の外でミラーを殴り倒して瀕死の状態に置く。ボニーが二人を見つけ、裏切りに怒ってミラーの首を絞めて殺し、ネイトに死体の始末を命じる。フランクはガブリエルがサムと最初の妻との間の息子であることを知り、アナリーズに話す。アナリーズはフランクを平手打ちにする。アナリーズがアパートに帰ると、そこにはガブリエルがいる。 |               |                                                                 |                    |                                   |                |                       |
| 69 | 9             | "お互い裏切られたの" "He Betrayed Us Both"                      | John Terlesky      | Daniel Robinson                   | 2019年1月17日  | 2.84                  |
| ネイトはミラーの死体を始末する。キーティング4とオリバーはボニーの足に付いていた血を怪しみ、ガブリエルを心配する。ガブリエルは、最近まで存在を知らなかった父サムの死の原因を知るためにミドルトンに転入したとアナリーズに明かす。アナリーズは再び飲酒を始め、サムを殺したというウェスの告白の録音を聞かせ、今日までガブリエルの存在を知らなかったと答える。イブがアナリーズに会いに来て、サムが前妻に連絡を取ろうとして果たせなかったと告げる。夜、ガブリエルは何者かに電話して、正体がバレたとメッセージを残す。 2005年、流産した直後、アナリーズはウェスを養子にとろうとするがサムは反対する。サムは前妻ヴィヴィアン・マドックスに連絡を取ろうとし、祖母と暮らすガブリエルに一目会う。 |               |                                                                 |                    |                                   |                |                       |
| 70 | 10            | "悲観しないで" "Don't Go Dark on Me"                            | Cherie Nowlan      | Sara Rose Feinberg                | 2019年1月24日  | 2.74                  |
| ネイトとボニーはミラー殺しの嫌疑から逃れるために、ネイトとミラーが一緒にいるところを目撃したアッシャーを取り込む。月曜日、ミラーは失踪したと判断されてFBIが捜査を始める。ネイトは父を殺した刑務官を殴り、手の傷の言い訳を作る。アナリーズはフランクとイブの協力を得て、ガブリエルが父サムの死の真相を見つけないよう図る。ガブリエルはキーティング4に、自分がサムの息子であると告白する。オリバーとキーティング4はネイトがミラーを殺したことを知る。ボニーはミラーが自分のための婚約指輪を用意していたとネイトに知らされ、刑務所長サイクスとの通話の録音を聞いてミラーがネイトの父の死にはかかわっていなかったと疑い始める。 |               |                                                                 |                    |                                   |                |                       |
| 71 | 11            | "殉教者になりなさい" "Be the Martyr"                            | Alrick Riley       | Matthew Cruz                      | 2019年1月31日  | 2.58                  |
| ボニーはミラーと刑務所長の通話録音をアナリーズとネイトに聞かせる。だがネイトはミラーが父の死を仕組んだと信じ続ける。FBIはミラーの失踪の件を捜査してネイトを疑う。ネイトはミラーと州知事が父の死を仕組んだと主張する。テレスコ捜査官はミラーが偽造証拠を提出したことを知り、ミラーと州知事の関係を調査する。逮捕されたガブリエルがアナリーズに助けを求める。ローレルはクリストファーに殺人を見せたとボニーを責める。ボニーは自殺を図るがフランクに救われる。ティーガンはネイトの父の死に関する民事訴訟を準備するが、アナリーズとキーティング4に妨害されて疑いだす。アナリーズはクロフォードがイギリスで顧客と関係を持ち、不利益をもたらした不品行の一件を助ける。 |               |                                                                 |                    |                                   |                |                       |
| 72 | 12            | "全部知っている" "We Know Everything"                           | Jennifer Getzinger | Michael Russo & Sarah L. Thompson | 2019年2月7日   | 2.74                  |
| ガブリエルは2014年にデモに参加し警察に抵抗した件で訴追される。キーティング4とオリバーはガブリエルの部屋の監視ビデオから、FBIが証拠を捏造したことを証明して訴追を取り下げさせる。ネイトとフランクはミラー殺しの嫌疑を州知事に向けるために通話記録を調べ、アナリーズがウェスを養子にしようとしたことをミラーが州知事に話したことを知る。アナリーズはサム殺しへの自分の関りを追及されることを承知で、これをガブリエルからFBIのテレスコに話させる。FBIは知事を疑い始める。ティーガンはテレスコに連絡を取るが、ホルヘの密告に使った名前に触れたメールをオリバーが送り、ティーガンを沈黙させる。ミラーの死体が発見される。コナーの母がインスタグラムに載せた写真で、ネイトとミラーがともに写る。 |               |                                                                 |                    |                                   |                |                       |
| 73 | 13            | "ご両親はどこ?" "Where Are Your Parents?"                       | DeMane Davis       | Maya Goldsmith & Daniel Robinson  | 2019年2月14日  | 2.57                  |
| クリスマスイブ、テレスコ捜査官は免責を条件にアナリーズの任意聴取を求める。ネイトは罠だとアナリーズに警告する。アナリーズはクリスマス・ディナーに母と友人たちを招く。ボニーはミラーの葬儀に出席し、母親から犯人を捕らえて死刑にするよう頼まれて罪悪感に苦しむ。キーティング4もクリスマス・ディナーを催すが、最中にテレスコが彼らの家を強制捜索してオリバーのPCを押収し、ミラーがコナーとオリバーの結婚式に行ったことを知る。ティーガンはテレスコの上司に不品行を訴えて彼女を事件から外させる。知事がアナリーズを教会に呼び出し、ネイトの父親を殺したのはクロフォードだと告げる。 |               |                                                                 |                    |                                   |                |                       |
| 74 | 14            | "私を敵に回すのか" "Make Me the Enemy"                          | Mike Smith         | Erika Harrison & Matthew Cruz     | 2019年2月21日  | 2.56                  |
| アナリーズはクロフォードへの疑いをティーガンに打ち明ける。クロフォードは地方検事を目指すとティーガンに話す。ティーガンはクロフォードの通話記録を入手して疑いを強める。アナリーズはクロフォードとデートして探りを入れる。ローレルは母親かららしい非通知の通話を受け、FBIに証人保護されていると考えてテレスコに助けを求める。ローレルに母親の頭皮が届けられる。オリバーは押収されたPCの返却を認められ、PC内のソフトウェアが自動撮影したFBI内の映像を見て、自分たちがサム殺しの容疑をかけられていることを知る。ミカエラはガブリエルに接近する。テレスコがガブリエルを訪ねる。ボニー、フランク、ネイトは監視画像を入手し、ネイトの父が殺される直前に接見した弁護士が、クロフォードではなくローレルの兄のザビエルであることを知る。 |               |                                                                 |                    |                                   |                |                       |
| 75 | 15            | "また誰か死んだ?" "Please Say No One Else Is Dead"              | Stephen Cragg      | Joe Fazzio                        | 2019年2月28日  | 2.76                  |
| フラッシュバックで、ザビエルがネイトの父に自分を担当弁護士にするよう求めるが拒否される。ザビエルはミラーを脅してネイトの父を刑務所から移送させようとする。ミラーはネイトの父を守るために予定を早めて移送させる。 兄ザビエルとネイトの父が会う画像を見て、ローレルは父ホルヘがアナリーズへの復讐を企んだと確信する。テレスコはアナリーズを陥れるため母親のことを持ち出してガブリエルを脅す。ネイトは刑務所長に手を出して逮捕される。フランクは看守を脅し、ザビエルと州知事がネイトの父親の死を仕組んだことを聞きだす。FBIがクロフォードを逮捕する。ティーガンは自分がホルヘを密告したと告白し、クロフォードは買収に応じそうもない自分をホルヘが陥れようとしたと訴えて釈放される。アッシャーは頭皮をFBIに持ち込み、怠慢を理由にテレスコを解雇させる。アナリーズとローレルはザビエルと対決する。ネイトとボニーの良心の呵責を和らげるため、アナリーズとフランクはミラーの無実を隠す。州知事はクロフォードを殺人犯として名指しし、クロフォードは床に倒れている。ローレルとクリストファーは姿を消す。 |               |                                                                 |                    |                                   |                |                       |

### シーズン6 (2019-20)
| 通算 話数 | シーズン 話数 | タイトル                                                                      | 監督              | 脚本                               | 放送日         | U.S.視聴者数 (百万人) |
| --- | ------------- | ----------------------------------------------------------------------------- | ----------------- | ---------------------------------- | -------------- | --------------------- |
| 76 | 1             | "別れを言うの" "Say Goodbye"                                                  | Stephen Cragg     | Sarah L. Thompson                  | 2019年9月26日  | 2.43                  |
| ローレルと息子クリストファーの失踪とクロフォードの死で落ち込んだアナリーズは麻薬の過剰使用で倒れ、リハビリテーション施設に入る。自責の苦しみを乗り越える治療を受け、同室のサリーにサム殺しの隠ぺいを告白する。キーティング3はローレルを探し、父ホルヘ、兄ザビエルと州知事の策謀を疑う。コナー、アッシャー、オリバーはアナリーズがミカエラの実父ドワイトを知っていたことをつかむ。ティーガンはクロフォードに代わって事務所のパートナーとなり、ネイトは彼女がクロフォードおよび自分の父親殺しに関わったと疑い始めて、アナリーズを呼び戻す。ボニーとフランクは警察にローレルの失踪を届ける。フランクはローレルの写真立てから鍵を見つける。アナリーズはキーティング3にも自責の苦しみを乗り越えさせるが、ドワイトを知っていたことをミカエラに責められる。 フラッシュフォワードで、アナリーズの葬儀が執り行われる。 |               |                                                                               |                   |                                    |                |                       |
| 77 | 2             | "ヴィヴィアンが来た" "Vivian's Here"                                          | Mike Smith        | Michael Russo                      | 2019年10月3日  | 2.56                  |
| ガブリエルの母ヴィヴィアンがアナリーズに会いに来てサムを殺したと責める。人々はヴィヴィアンの陰にFBIがいることを疑う。地方検事局に勤めるボニーはヴィヴィアンが麻薬所持で執行猶予中であることを違法な手段で知り、解雇される。ガブリエルは母の恋人ポールを殺したとミカエラに打ち明け、アナリーズはヴィヴィアンにこれを伝える。コナーとアッシャーはメキシコからの違法移民の少年ヘクターの弁護を引き受ける。ICE(移民税関捜査局)での虐待を訴えて強制送還を防ぐ。フランクはローレルの貸金庫を開けようとして果たせない。刑務所にホルヘを訪ねるが娘の居所は知らないと言われる。アナリーズはフランクに、貸金庫にはウェスの告白が収められているはずだと語る。フランクはウェスを装って貸金庫を開けるが中は空であり、ローレルが三日前に開けたと聞かされる。ミカエラは昨年刑務所で実父が死んだことを知る。 フラッシュフォワードで、ミカエラはFBIに尋問され、殺人の凶器である火掻き棒から自分の指紋が見つかったと言われる。 |               |                                                                               |                   |                                    |                |                       |
| 78 | 3             | "僕は悪い男かな?" "Do You Think I'm a Bad Man?"                               | Catriona McKenzie | Daniel Robinson                    | 2019年10月10日 | 2.23                  |
| アナリーズは、夫が強盗中に警官に射殺され、共謀で起訴され賠償を求められた女性の弁護をミカエラに率いさせる。アナリーズの助けでミカエラは保護観察のみで済ます。ボニーはティーガンに雇われる。フランクはローレルの行方を追い、兄のザビエルに出くわす。ヘクターと母親はコナーの失策でICEに拘束されるが、ティーガンとボニーの尽力で亡命を認められる。ティーガンは国土安全保障省の高官コーラと同性結婚していることが分かる。ガブリエルはポールを殺したことを母に告白する。ヴィヴィアンはFBIのスパイであることがわかり、サムによるアナリーズのセラピーの録音テープを息子に渡す。その中からミカエラの母親と不倫関係にあった、真の父である弁護士に関するテープを見つけてミカエラに渡す。FBIはネイトに父の事件解決と引き換えに、アナリーズをスパイするようにもちかける。 フラッシュフォワードで、コナーはFBIに殺人容疑をかけられて写真を見せられ、パニックの発作を起こす。隣室でミカエラがこれを聞く。 |               |                                                                               |                   |                                    |                |                       |
| 79 | 4             | "嫌な世の中" "I Hate the World"                                               | Scott Printz      | Matthew Cruz                       | 2019年10月17日 | 2.10                  |
| カプラン&ゴールドは、デートアプリで差別されたと訴える障害者に対しアプリの会社を弁護する。アナリーズは障害者の原告をはめて訴訟を避ける。会社の顧問弁護士のロバートがアナリーズをデートに誘う。ミカエラとガブリエルは、ミカエラの父親の可能性のあるソロモン・ヴィックに会いに行き、DNAサンプルを入手しようと部屋に忍び込み見つかるが、ソロモンはミカエラが娘だと知っている。ガブリエルはアナリーズとサムのテープを聞き、アナリーズがサムを誘惑したとアナリーズに語る。ボビーの助けでネイトはティーガンをスパイし、ローレルの会社の株を大量に保有していることを知って疑いを深める。ボビーはティーガンの離婚書類を盗み読みし、株をコーラに渡す条件で離婚しようとしていることに反対する。だがティーガンは離婚を進める。コナーとオリバーは3Pを試す。姉のクロエがアッシャーを訪ねてくる。痛めつけられたフランクが帰宅する。 |               |                                                                               |                   |                                    |                |                       |
| 80 | 5             | "次は俺たち" "We're All Gonna Die"                                            | Felix Alcala      | Sara Rose Feinberg                 | 2019年10月24日 | 2.25                  |
| フラッシュバックで、ザビエルの手下がローレルを装ってウェスの告白を貸金庫から盗み出し、妹ローレルを探すフランクを尾行し、暴行する。ザビエルは、アナリーズが大金を受け取ってローレルを隠したとフランクに語る。 フランクは重体となる。ティーガンは妻コーラに思いを残しながら、離婚書類に署名する。コーラの故障したバイクをネイトが修理する。ソロモンはミカエラにビジネス・パートナーとなるよう求め、白紙の小切手を渡す。アナリーズはテープを聞き、自分がサムを誘惑したことを思い出し、ガブリエルに詫びる。フランクの意識が戻る。アナリーズの隠し口座からは大金が引き出されている。アナリーズはソロモンに電話をし、借りを返すよう求める。クロエは母親の精神状態を心配して、アッシャーを家に連れ帰る。 フラッシュフォワードで、ティーガンはガブリエルのアパートの犯罪現場に行く。床にはおびただしい血が流れている。 |               |                                                                               |                   |                                    |                |                       |
| 81 | 6             | "家族は最悪" "Family Sucks"                                                   | ローラ・イネス    | Vanessa James Benton               | 2019年10月31日 | 2.16                  |
| コーラはネイトがティーガンを探るために接近してきたことを見破り、これを知らされたティーガンはボニーもグルだと考えて解雇する。ティーガンは、父の死に関与した疑いを晴らすため、ネイトに州を相手取って民事訴訟を起こそうと提案する。ミカエラは父ソロモンへの憧れと捨てられた反発の間で苦しむ。アナリーズはミカエラを追い続けるように、かつて恋人だったソロモンに忠告し、お返しにFBIとカスティーリョ家から逃げるための亡命の助けを求める。同時にカスティーリョ家への接近禁止命令を求めて勝訴する。カスティーリョ家が広範囲に電話を盗聴していることに気づき、携帯電話を破壊する。フランクは、ザビエルがウェスの告白を手にしたことをアナリーズに教える。アッシャーは母親と衝突し、ミカエラに慰めを求める。 フラッシュフォワードで、シャツを血だらけにしたアッシャーがボニーの家に来る。 |               |                                                                               |                   |                                    |                |                       |
| 82 | 7             | "僕が犯人だ" "I'm the Murderer"                                               | リリー・マライエ  | Laurence Andries                   | 2019年11月7日  | 2.21                  |
| ガブリエルが首席弁護人として、修復的司法を試みる。問題のある生徒を誤って射殺し深く反省する高校教師をめぐり、裁判ではなく聴聞会を開いて犠牲者の祖父母に教師の謝罪を聞かせ、重い量刑が下されて決着する。ガブリエルとアッシャーはミカエラをめぐって殴り合う。アナリーズはロバートのデートの誘いに応じる。ティーガンとネイトはネイトの父の不法死亡をめぐり州知事を訴えようとするが、アナリーズはネイトとボニーが殺したミラーの不関与を隠蔽するために、フランクに阻止を依頼する。フランクはカスティーリョの仕業を装ってティーガンを脅迫して手を引かせる。だがボニーが代わりに訴訟を引き受ける。州知事はザビエルに命じてボニーを調べさせる。コニーは自分がサムの死体を切り刻んだとオリバーに告白する。 フラッシュフォワードで、フランクが警察署にオリバーの身元を引き受けに来るが、オリバーは自分が殺人犯だと叫び始める。 |               |                                                                               |                   |                                    |                |                       |
| 83 | 8             | "自由になりたい" "I Want to Be Free"                                          | Alrick Riley      | Hadi Nicholas Deeb                 | 2019年11月14日 | 2.28                  |
| アナリーズは最終試験で白雪姫を被告とする仮想の共謀殺人の弁護案を学生たちに課す。偽装死を主張する案を出したアッシャーが勝って賞金をせしめる。ロバートと再びデートをする。ボニーは州知事を相手取ってネイトの父の不法死亡の民事訴訟を起こす。アナリーズはミラーの無実を隠蔽するため、フランクに工作させてボニーを利益相反で弁護人不適格とする。だがティーガンが再び弁護人となって訴訟は続く。州知事を証言台に立たせるも証拠は覆る。ボニーは免責を与える条件で死亡現場にいた刑務官グラデンの名前を出す。ボニーは車を細工されて事故を起こし入院する。フランクに脅されたグラデンは州知事ではなくザビエルに命令されたと偽証する。州知事側は刑事訴訟を起こさないことを条件に多額の和解金を提示するも、ネイトは拒否する。ボニーは自分が殺したミラーが無実であったことを悟り苦しむ。 フラッシュフォワードで、アナリーズはソロモンに紹介されたサービスを使い、死を偽装して姿を消す。 |               |                                                                               |                   |                                    |                |                       |
| 84 | 9             | "密告者" "Are You the Mole?"                                                  | Stephen Cragg     | Maisha Closson                     | 2019年11月21日 | 2.16                  |
| キーティング3は卒業を迎え、オリバーとともにマジックマッシュルームを食べてハイになる。ネイトはザビエルの刑事裁判まで民事訴訟を遅らせる。匿名の密告に基づいてFBIがアナリーズをサムの共謀殺人で捜査するとの報道がされる。人々は誰が密告者か疑心暗鬼になる。ローレルがキーティング3にテレビ電話をかけて来て、ティーガンの助けで身を隠したと言う。アッシャーは自分が密告者であると告白する。オリバーが火掻き棒でアッシャーを殴り倒し、床に血が流れる。意識を取り戻したアッシャーは、父の横領を知っていた母を逮捕するとFBIに脅されたと告白し、友人たちもFBIと取引をし罪をアナリーズに擦り付けるべきだと言う。アッシャーはローレルの家に行く。ガブリエルと自分のアパートで、殴り殺されたアッシャーの死体が見つかり、ミカエラとコナーは逮捕される。アナリーズは姿を消す。 フラッシュフォワードで、アナリーズの葬式にウェスが出席する。 |               |                                                                               |                   |                                    |                |                       |
| 85 | 10            | "もう捕まる" "We're Not Getting Away With It"                                 | Sheelin Choksey   | Tess Leibowitz                     | 2020年4月2日   | 2.91                  |
| コナーとミカエラは逮捕され、コナーの母パムが警察署に駆けつける。オリバーは自分がアッシャーを殴り殺したと告白するが、意識を取り戻したアッシャーがボニーの家に行き、フランクにアパートまで送られたのち、ガブリエルの部屋を訪ねたことが分かる。オリバーは保釈されるが、コナーとミカエラは拘留され、FBIは数々の容疑を並べ、アナリーズの共謀罪を証言する代わりに5年の刑期で済む司法取引を申し出る。二人は同一の条件で取引に応じる。アナリーズはジャスティンと名乗りメキシコに逃げるが、意図的にメキシコ警察に逮捕される。 |               |                                                                               |                   |                                    |                |                       |
| 86 | 11            | "報復" "The Reckoning"                                                        | DeMane Davis      | Inda Craig-Galván                  | 2020年4月9日   | 2.78                  |
| 連邦検事はアナリーズを多くの殺人罪で訴追する。アナリーズはティーガンの助けを得て自分を弁護する。痴呆症の母の介護を理由として自宅監禁される。罪状明細書を開示させてミカエラとコナーの裏切りを知る。母はネイトを訪ねて娘を助けるよう頼む。FBIは、アナリーズの子供の頃の家の放火も罪状に数えており、アナリーズはネイトも裏切って情報を提供したことを知る。ガブリエルは、アッシャーを殺した女性がFBI捜査官のポロックであることに気づき、キーティング2とオリバーに教える。 フラッシュバックで、アッシャーがガブリエルの電話を借りて姉クロエを呼ぶ。ガブリエルはドアの下から覗き込み、女性がアッシャーを殺すのを見る。 |               |                                                                               |                   |                                    |                |                       |
| 87 | 12            | "殺そう" "Let's Hurt Him"                                                     | Janice Cooke      | Daniel Robinson & Matthew Cruz     | 2020年4月16日  | 2.81                  |
| 司法省はアッシャー殺しでアナリーズに死刑を求刑し、人々は動揺する。ロバートが弁護の手助けを申し出る。ヴィヴィアンはポロック捜査官がアッシャーを殺した場面を息子ガブリエルが見たとアナリーズに伝えるが、アナリーズはガブリエルを守るために秘匿し、フランクにポロックを尾行させる。フランクはポロックとザビエルの接触を目撃し、ザビエルを捕らえて拷問し、知事の策略でポロックを雇ったとの告白を得る。アナリーズは自分を追い込む証言を止めることを条件に、ネイトをザビエルに会わせる。ネイトは父の殺害を命令したと告白したザビエルを殺す。死刑求刑でキーティング2は動揺して司法取引を考え直し始める。ソロモンは司法取引を守るよう娘に忠告する。キーティング2はアナリーズに会いに行き、FBIからの脅迫と司法取引を告白し、アナリーズは密かに録音する。アナリーズは記者会見を開き、司法制度を攻撃してきた自分を敵視した司法省が、人々を脅迫して偽証させ自分の死刑を狙っていると主張する。波紋が広がって司法省はアナリーズとティーガンとの会議に応じ、アナリーズはキーティング2の録音を暴露して、死刑請求は却下される。FBIは司法取引条件を破ったキーティング2を再逮捕する。ヴィヴィアンは、サムの姉ハンナが一連の攻撃を始めたとアナリーズに明かす。 |               |                                                                               |                   |                                    |                |                       |
| 88 | 13            | "サムが悪人じゃなかったら?" "What If Sam Wasn't the Bad Guy This Whole Time?" | Dawn Wilkinson    | Ricardo C. Lira                    | 2020年4月30日  | 2.77                  |
| ネイトはザビエルの死体を放置する。ネイトはポロック捜査官を調べ、ボニーの車に細工をして事故を起こさせたことを知る。FBIのランフォードに知らせ、ランフォードはポロックを逮捕する。ランフォードはキーティング2を責め、司法取引を保ちたいならさらに多くの証言をするよう求める。ヴィヴィアンはアナリーズに会い、サムとハンナの近親相姦への疑いを漏らす。アナリーズはティーガンにハンナを調べさせ、高校時代に妊娠で83日間休学したことを知る。アナリーズは、DNAテストを行わせ、フランクがサムとハンナの息子であるとボニーに教える。 2005年のフラッシュバックで、アナリーズの流産直後にサムはヴィヴィアンと関係をもつ。フランクはサムと会わないようヴィヴィアンを脅す。サムはフランクとボニーを別れさせる。 |               |                                                                               |                   |                                    |                |                       |
| 89 | 14            | "アナリーズは死んだ" "Annalise Keating Is Dead"                               | John Terlesky     | Sarah L. Thompson & Tess Leibowitz | 2020年5月7日   | 2.69                  |
| アナリーズの裁判が始まる。アナリーズはフランクがハンナとサムの近親相姦の息子であることを利用し、ハンナに有利な証言をさせようとする。検察はローレルにティーガンの助けで身を隠したと証言させ、カスティーリョ家の陰謀を暴こうとするティーガンの利益相反を訴える。アナリーズはティーガンを解任し自らを弁護する。ミカエラはアナリーズがウェスと寝ており共謀してサムを殺したと偽証し、アナリーズはミカエラがサイモンを通報したことを暴いて信用を落とす。コナーの偽証に対しては、入学時の嘘を暴く。アナリーズとフランクの説得で、ローレルは証言を翻し、FBIのランフォードに偽証を強要されたと証言する。ミカエラは、コナーの5年の懲役の取引条件に対し、自分は保護観察を条件にしたと告白する。ザビエルの死体が発見され、ネイトは知事の責任だと刑務所のホルヘを説得する。ハンナは1億ドルの罰金を代償に近親相姦を秘匿し、さらに勝訴の暁にはアナリーズがサム殺しを認めるよう要求する。勝利の自信がないアナリーズは条件をのむが、ハンナは自殺する。アナリーズは知事の仕業と信じるが、直前にハンナが母であることをフランクに伝えていたボニーは、フランクの仕業を疑う。                                                                                    |               |                                                                               |                   |                                    |                |                       |
| 90 | 15            | "行かないで" "Stay"                                                           | Stephen Cragg     | Peter Nowalk                       | 2020年5月14日  | 3.20                  |
| コナーは良心の呵責に苦しみ、オリバーの偽証をともなう司法取引の保護観察への変更を断る。フランクが知事の犯罪に言及するハンナとザビエルの会話を入手してアナリーズは法廷で披露する。連邦検察とFBIはネイトに2000万ドルの和解金を提示して偽証を迫るも、ネイトは証言台でアナリーズの犯罪を否定する。ネイトはザビエルから奪っていたウェスの告白文をアナリーズに渡す。ローレルは大金をティーガンに渡し、自分と息子の安全のために父ホルヘを暗殺させる。アナリーズはすべての訴追で無罪となる。コナーは収監される。裁判所前で、フランクが知事を暗殺するも、フランクとボニーはともに警備員に撃たれて死ぬ。レイヒは父の死の賠償金を手に入れて司法支援センターを設立する。 数十年後、アナリーズの葬式でイブがスピーチをする。コナー、ローレル、オリバーも出席する。ウェスではなく、ローレルとウェスの息子クリストファーも出席している。ミカエラは判事になる。ミドルトンの教授となったクリストファーが「殺人を無罪にする方法」の講義を行う。 |               |                                                                               |                   |                                    |                |                       |

## 受賞
シーズン1は数々の賞を受け、ノミネートされた。ヴィオラ・デイヴィスはプライムタイム・エミー賞主演女優賞ドラマシリーズ部門を受賞し、第72回ゴールデングローブ賞、および第73回ゴールデングローブ賞の主演女優賞ドラマシリーズ部門にノミネートされた。またシシリー・タイソンはプライムタイム・エミー賞ゲスト女優ドラマシリーズ部門にノミネートされた。